# Săn cuộn tiền xu tại Hoa Kỳ

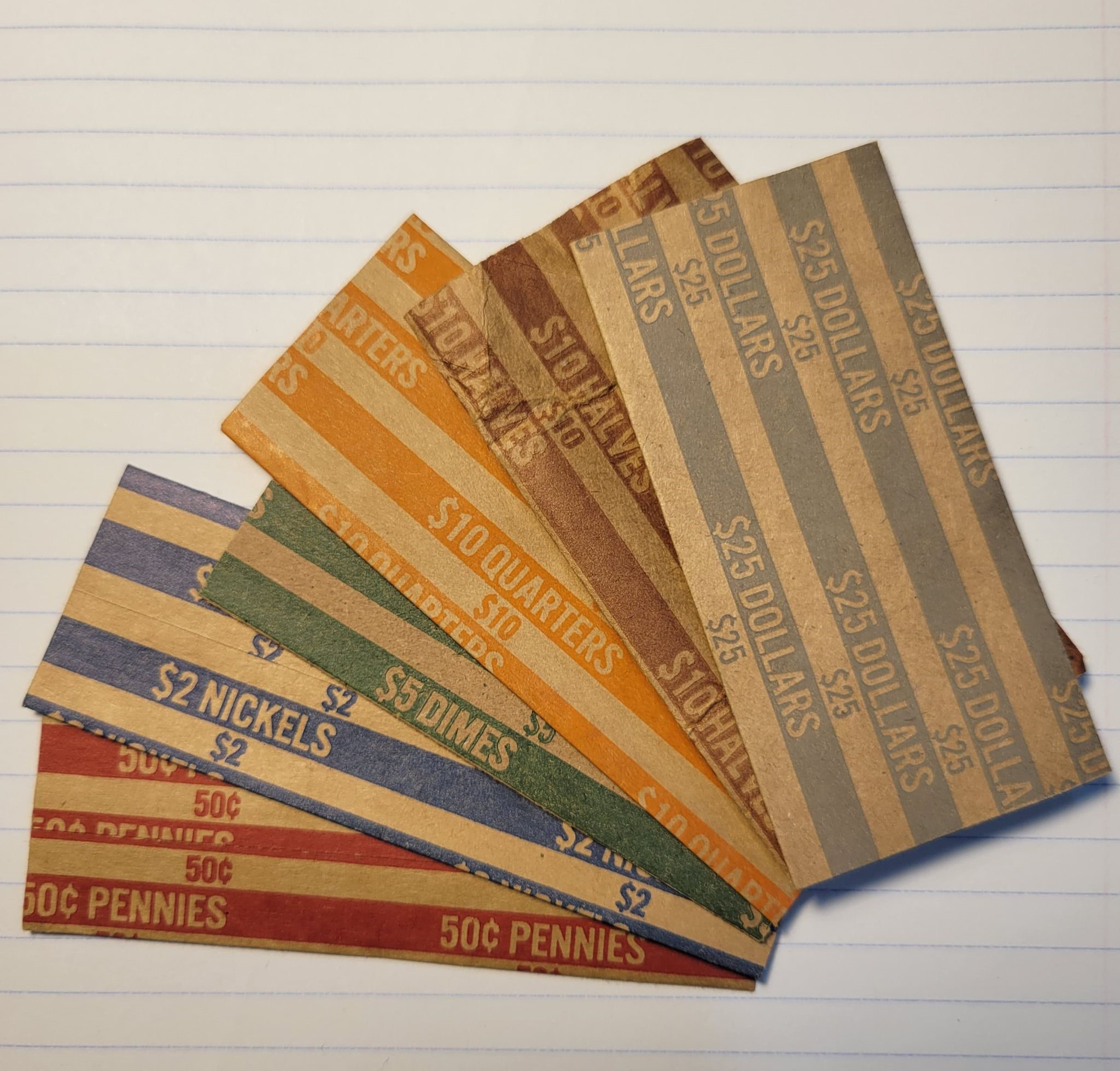
Các loại giấy gói tiền xu Hoa Kỳ, theo các mệnh giá khác nhau

Hoạt động săn cuộn tiền xu tại Hoa Kỳ là hoạt động mà các thợ săn tiền xu thu thập các đồng xu thông qua việc tìm kiếm và lưu trữ các đồng xu trong lưu thông mà họ cho là có giá trị sưu tập. Việc sưu tập đồng xu này có thể gọi là săn cuộn tiền xu (tiếng Anh: Coin roll hunting, viết tắt là CRH). Tại Hoa Kỳ, các thợ săn tiền xu thu thập các đồng tiền xu này thông qua các cuộn tiền xu, hoặc theo hộp hoặc túi từ các ngân hàng cũng như tổ chức tín dụng. Các mệnh giá tiền xu lưu hành tại Hoa Kỳ gồm có 1 xu (penny), 5 xu (nickel), 10 xu (dime), 25 xu (quarter), 50 xu (half dollar) và 1 đô la.
Một trong những quy tắc quan trọng nhất của việc sưu tập tiền xu là không cố gắng làm sạch đồng xu. Tuy vậy, với những chuyên gia có kinh nghiệm, việc làm sạch tiền xu (coin conservation-bảo tồn đồng xu) là chấp nhận được. Phần lớn những cố gắng làm sạch đồng xu từ các cá nhân và cả đại lý tiền xu đều làm sạch chúng không đúng cách, theo kinh nghiệm của chuyên gia làm sạch tiền xu F. Michael Fazzari.

## Hoạt động săn cuộn tiền xu

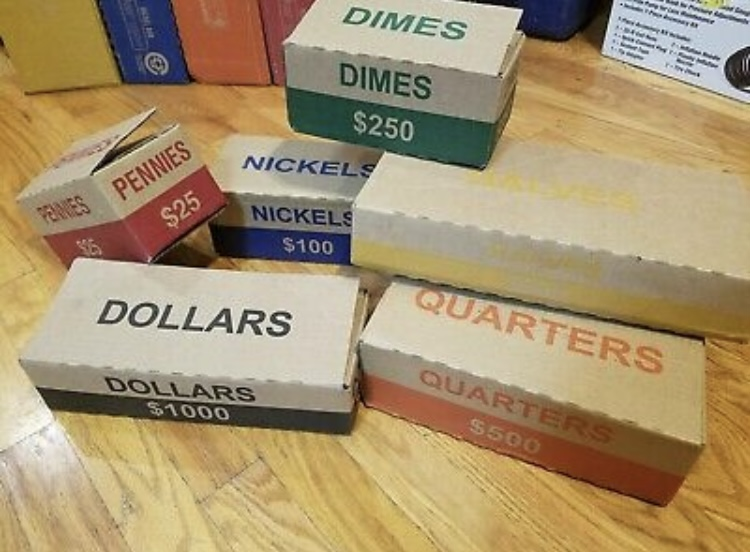
Các hộp (thùng) tiền xu chứa các mệnh giá tiền xu khác nhau

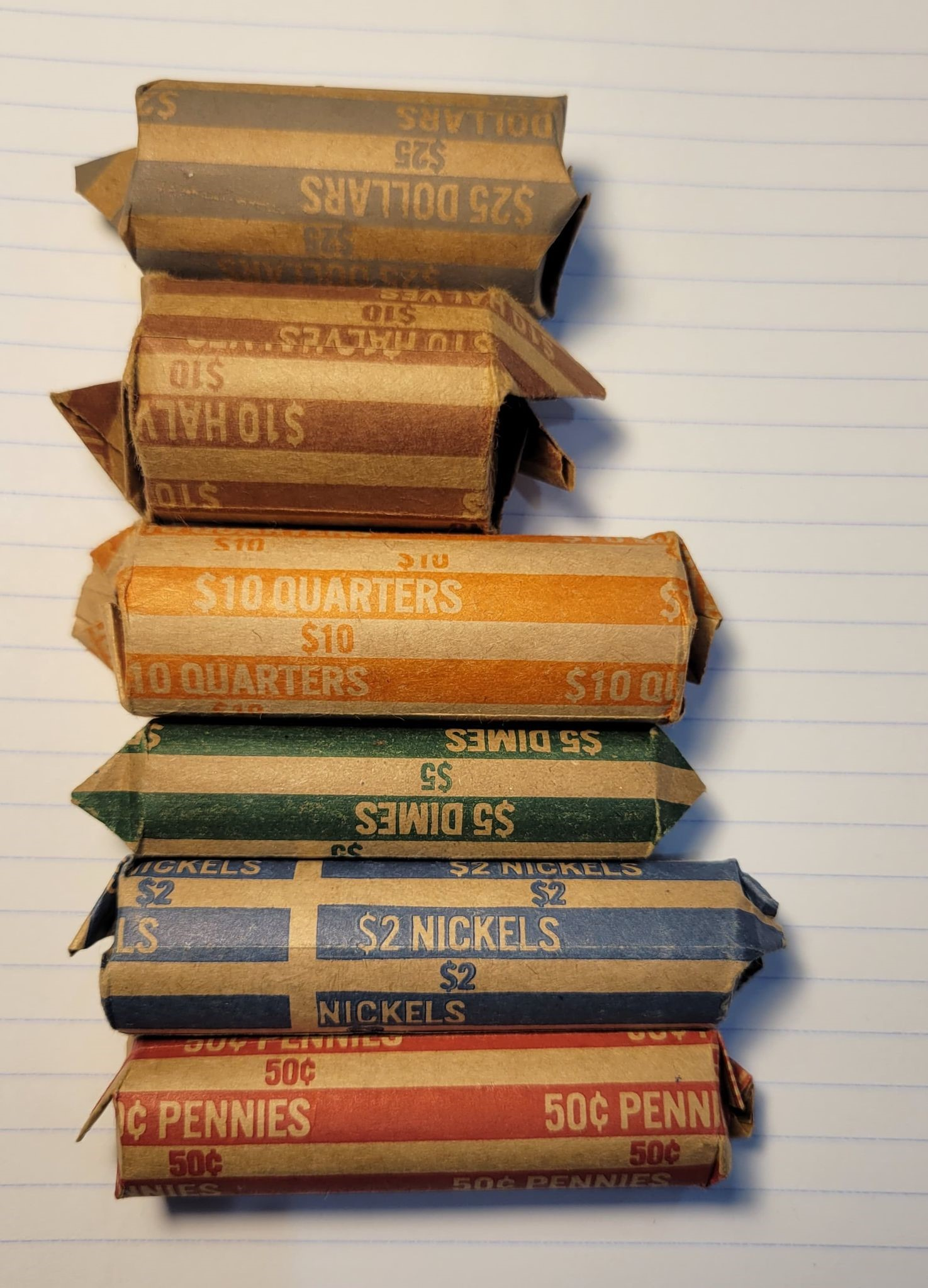
Các cuộn tiền xu Hoa Kỳ (cuộn khách hàng tự gói) theo các mệnh giá khác nhau

Săn tiền xu (Coin roll hunting - CRH) là hoạt động mà người sưu tầm tiền xu tìm và lưu trữ các đồng xu có giá trị và thú vị từ lưu thông. Việc săn cuộn xu về cơ bản là không tốn chi phí, do thú vui này chỉ đòi hỏi thời gian đến ngân hàng nhận và trả lại xu sau khi tìm kiếm qua. Việc săn tiền xu được nhận định là một thú vui dành cho người cao tuổi và cũng là một cách tìm kiếm lợi nhuận.
Một quá trình cơ bản của việc săn tiền xu là nhận tiền xu từ ngân hàng, kiểm tra qua các cuộn tiền, lấy đi những đồng xu cần thiết và trả lại ngân hàng, bắt đầu một chu trình mới. Việc tốn thời gian nhất của sở thích này là khoảng thời gian dùng để trả lại những đồng xu mà người chơi không muốn giữ lại. Đối với những người chơi săn tìm xu qua hàng trăm cuộn, việc cuộn lại các cuộn tiền là không thực tế, do đó họ cần tìm các máy đếm tiền xu, có thể thông qua dạng máy có tính phí như Coinstar (cần chọn chuyển tiền sang thẻ quà tặng để tránh tốn phí) hoặc tìm một máy đếm xu miễn phí tại các ngân hàng (có thể cần mở tài khoản để tránh phí). Phí trung bình mà loại máy đếm tiền xu này thu là 11,9%. Người chơi cũng có thể cần nhiều chi nhánh ngân hàng để trả lại các đồng xu không mong muốn (dump bank).
Tuy vậy, hầu hết các ngân hàng không thích bán các cuộn tiền xu cho khách hàng cá nhân, do yếu tố chi phí phát sinh. Việc mong muốn nhận được các cuộn tiền xu mới hoàn toàn gần như là không thể, vì việc này phụ thuộc vào Cục Dự trữ Liên bang Hoa Kỳ, do đó các đồng xu trong cuộn là các đồng xu được trộn lẫn (tiền xu cũ) trước các đồng xu mới. Các ngân hàng đôi khi cũng từ chối các đơn đặt hàng tiền xu từ khách, do nếu là các đồng xu ít lưu hành như nửa đô la, ngân hàng sẽ phải giữ chúng trong một thời gian dài (vài tháng hoặc vài năm) do có rất ít khách hàng có nhu cầu sử dụng chúng. Một số ngân hàng nhỏ phải thông qua việc phân phối lại từ các ngân hàng lớn liên kết với Cục Dự trữ Liên bang, làm phát sinh chi phí. Nhìn chung, nếu muốn có được các cuộn xu mới thì nhà sưu tập cần liên kết với các ngân hàng nhỏ và có phí tài khoản cao; trong khi đó, nếu chỉ cần các cuộn tiền xu có các đồng xu đã lưu hành, nên mở tài khoản tại các ngân hàng thương mại lớn. Một số ngân hàng thương mại có thể bán cuộn xu cho người không có tài khoản với họ.
Mỗi cuộn tiền xu có giá trị khác nhau: 50 xu (penny), 2 đô la (nickel), 5 đô la (dime), 10 đô la (quarter và half dollar) và 25 đô la (tiền xu một đô la). Nếu tính theo đơn vị thùng, giá trị của một thùng xu penny là 25 đô la Mỹ, 100 đô la Mỹ cho tiền nickel 5 xu, 250 đô la cho tiền 10 xu dime, 500 đô la cho mỗi loại tiền quarter 25 xu và nửa đô la, trong khi một thùng tiền xu một đô la có giá trị 1000 đô la Mỹ. Trong mỗi thùng tiền xu này, số lượng cuộn tiền xu tương ứng là 50 cuộn cho mỗi thùng.
Những người săn tiền xu thường tập trung vào việc tìm kiếm bạc và tìm kiếm các đồng xu lỗi. Tỷ lệ tìm thấy những đồng xu có giá trị là thấp. Giống như một số sở thích khác, việc săn tiền xu có thể làm người săn tiền khó chịu và khả năng hoàn lại vốn thấp.

## Các loại mệnh giá hiện nay

### Một xu–Penny

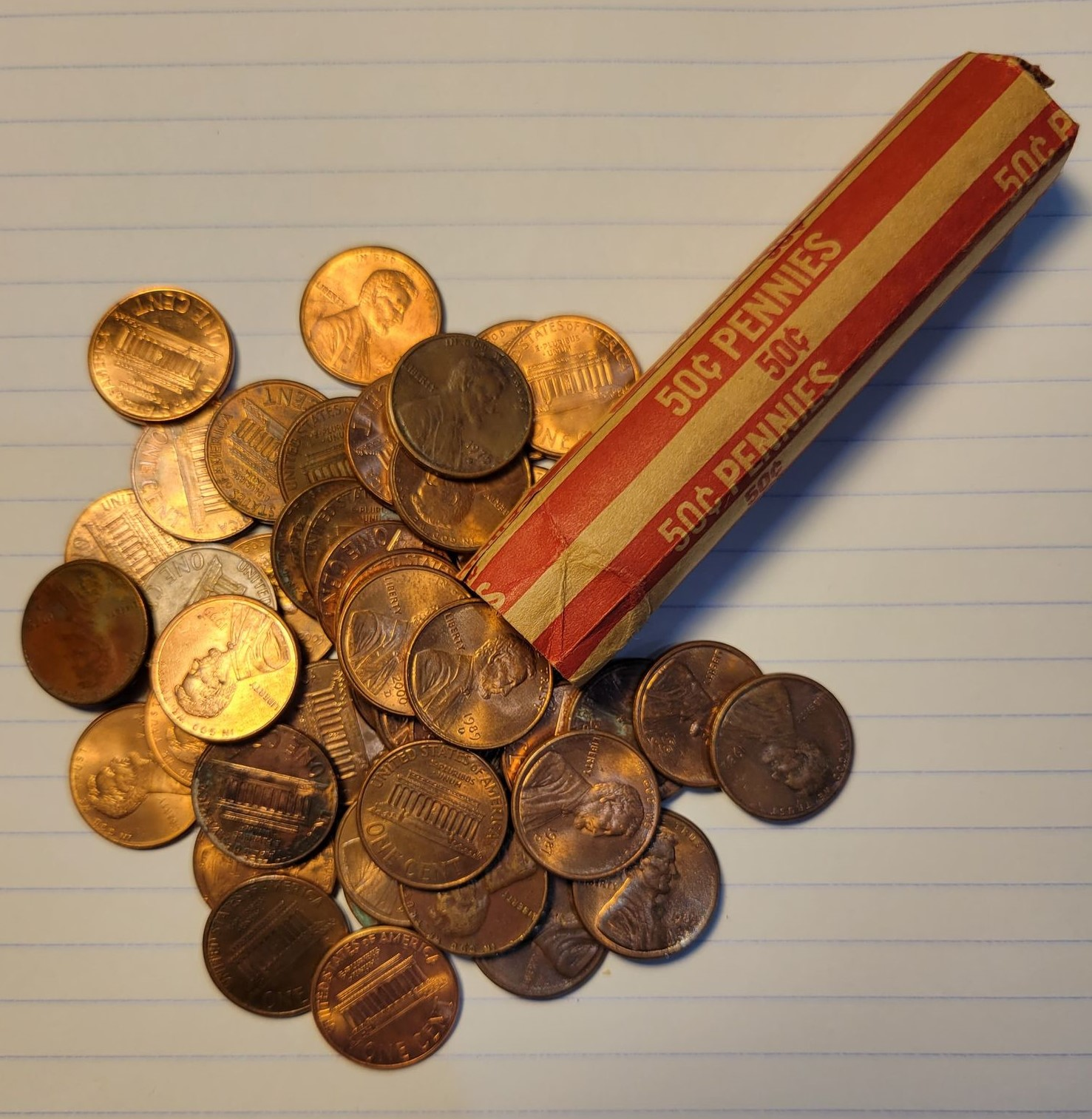
Một cuộn tiền xu Penny và các đồng xu được gói bên trong

Đồng một xu Người Da đỏ - Indian Head Penny là một trong những seri tiền xu được các nhà sưu tập chú ý. Các đồng xu thông thường trong trạng thái đã lưu hành có thể dễ dàng được tìm thấy trong các cửa hàng tiền xu cũng như hội chợ tiền xu địa phương. Giá trị của đồng xu này không đến từ kim loại cấu thành, nhưng đến từ nhu cầu thực tế của các nhà sưu tập tiền xu. Một số năm trọng yếu (key date) trong seri tiền này:
- 1869 9/9 (Chữ số "9" trong năm đúc bị đúc kép (doubled)
- 1873 double Liberty (đúc kép từ "LIBERTY")
- 1888 8/7 (Chữ số 8 đè chồng lên chữ số 7)
- 1877 và1909 S
- 1864 với ký tự L ở mặt chính[8]
- Các đồng xu 'N' nông và 'N' dày (trong chữ ONE ở mặt sau đồng xu).[8]

Đồng 1 xu Lincoln bắt đầu được đúc vào năm 1909 và tiếp tục đúc cho đến ngày nay, là loại mẫu tiền xu đúc đang lưu thông có lịch sử lâu đời nhất tại Hoa Kỳ. Hình ảnh Lincoln ở mặt trước đồng 1 xu do Victor D. Brenner thiết kế, vốn được nhiều nhà sử học nhận định là tác phẩm nghệ thuật được tái tạo nhiều nhất lịch sử thế giới. Đồng xu này được chia làm ba giai đoạn nhỏ do thay đổi ở mặt sau đồng xu: xu lúa mì (Wheat penny; 1909-1958), xu nhà tưởng niệm (Memorial Penny; 19059-2008) và xu khiên liên minh (Shield Penny; 2010-nay). Năm 2009, nhằm kỷ niệm 200 năm ngày sinh Abraham Lincoln và 100 năm đồng xu khắc hình Lincoln được ra mắt, nước Mỹ ra mắt bộ tiền 1 xu có bốn mặt sau (Bicentenial Penny). Đồng xu mệnh giá 1 xu này thu hút sự sưu tập của các nhà sưu tập mới bắt đầu và ngay cả những nhà sưu tập có kinh nghiệm. Đây cũng là đồng tiền là khởi đầu của rất nhiều nhà sưu tập tiền xu. Việc chi bao nhiêu ngân khoản để sưu tầm đồng tiền này tùy vào mục tiêu của người sưu tầm.
Người sưu tập tiền xu loại một xu, thường thu thập loại tiền khắc hình Lincoln để hoàn thiện bộ tiền xu đầy đủ theo các năm và theo các cục đúc tiền. Một số người thêm vào bộ sưu tập của mình những lỗi có giá trị, hoặc những đồng xu là biến thể hiếm. Các thợ săn tiền xu thường giữ lại các đồng xu có thiết kế lúa mì (Wheat Penny), vốn được đúc từ năm 1909 đến năm 1958 và các đồng tiền xu bị đúc lỗi, ví dụ lỗi đúc kép. Giá trị của đồng xu lúa mì, đối với những đồng xu phổ biến, giá của chúng chỉ bằng giá trị của hàm lượng đồng. Tuy vậy, một số đồng xu có năm và cục đúc tiền đặc biệt có giá trị hàng nghìn đô la, tùy thuộc vào chất lượng của đồng xu. Trong seri tiền xu 1 xu Hoa Kỳ, ngày quan trọng (key-date) để hoàn thành bộ sưu tập (thường có số lượng đúc rất thấp), gồm: 1909 S VDB, 1909 S, 1914 D, 1931 S. Ngoài các ngày quan trọng, bộ tiền còn có các năm bán trọng yếu semi-key date khác. Các đồng xu biến thể/lỗi có giá trị nhất gồm xu đồng 1943, xu thép 1944, xu 1922 D mất 'D', xu đúc kép 1955, xu ngày nhỏ 1960.
Một số người săn cuộn tiền xu giữ lại tất cả những đồng xu được đúc trước năm 1982, với lý do là giá trị của đồng - thành phần cấu tạo đồng xu có giá trị cao hơn mệnh giá của đồng xu. Họ chờ đợi việc hủy sử dụng đồng 1 xu ở Hoa Kỳ để có thể bán chúng theo giá trị nung chảy của đồng. Hiện tại, việc nung chảy đồng 1 xu là bất hợp pháp. Trong thời gian chờ đợi, một số người đã bán các đồng xu làm bằng đồng này với giá 133 đô la cho 100 đô la tiền mặt, với chi phí vận chuyển do bên mua trả. Vào năm 1974, vấn đề tích trữ đồng 1 xu ở Hoa Kỳ trở nên nghiêm trọng khi xảy ra thiếu hụt tiền xu. Giá đồng tăng cao, tin đồn đồng 1 xu sẽ bị thu hồi khiến nhiều người quyết định tích trữ chúng. Việc này nghiêm trọng đến nỗi nhiều công ty đã phải tự phát hành các loại "tiền 1 xu" của riêng họ để thực hiện giao dịch tiền mặt. Để giải quyết vấn đề này, cả ba cục đúc tiền phải hoạt động 24 giờ mỗi ngày, nhưng cũng không đủ khả năng đáp ứng nhu cầu. Cục đúc cũng từng thử nghiệm làm đồng xu bằng nhôm, nhưng không thành công. Đến năm 1975, vấn đề thiếu tiền 1 xu chấm dứt, sau khi cục đúc tiền tuyên bố gửi thư cảm ơn có chữ ký đặc biệt để hậu tạ những người/tổ chức quyết định đổi 25 đô la tiền 1 xu tại ngân hàng.
Một số người chơi cũng cho biết nhận được những đồng 10 xu (dime) lẫn trong cuộn tiền một xu. Mỗi cuộn xu một xu penny có 50 đồng xu, mang trị giá 50 xu Mỹ.

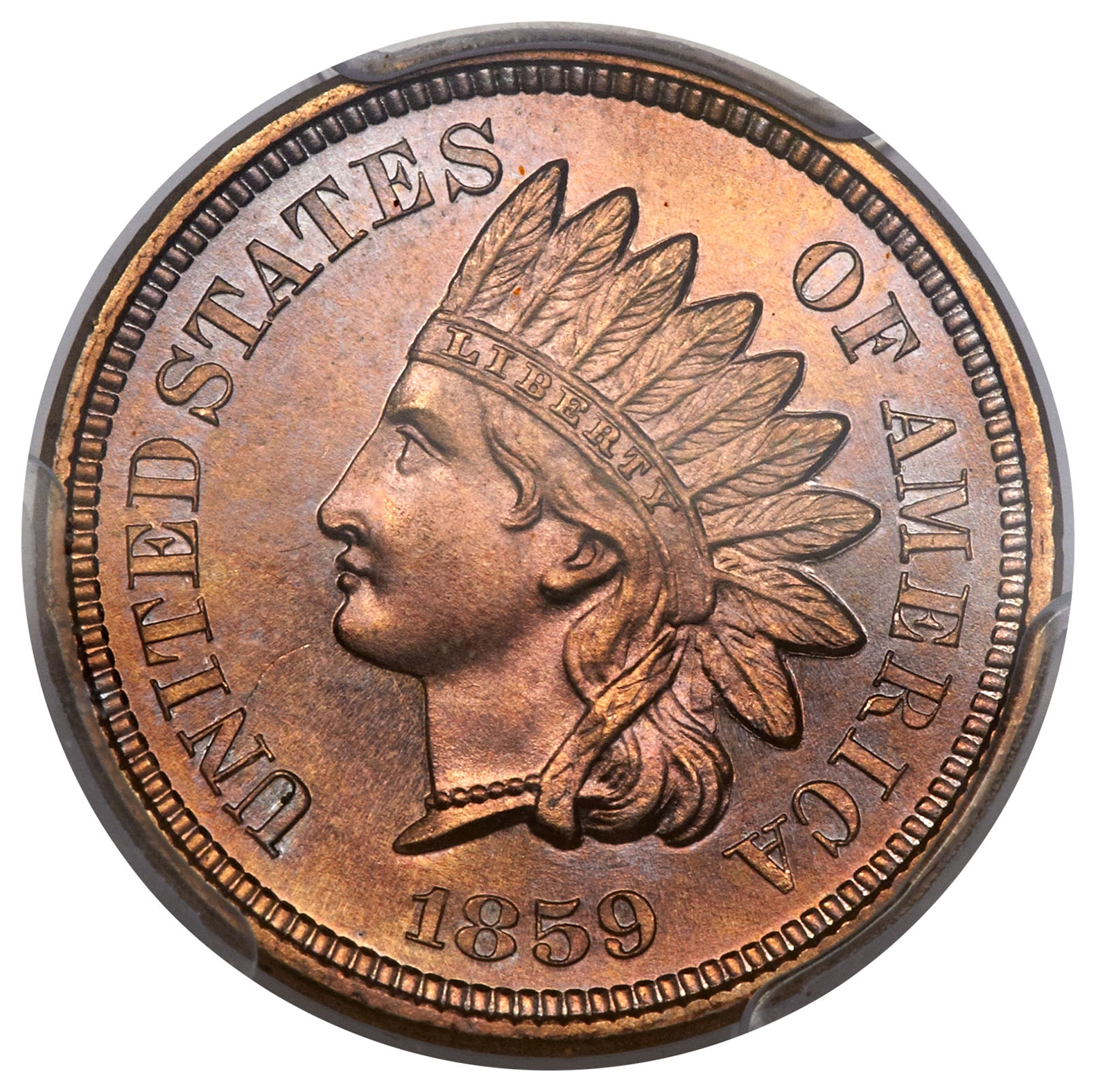
Một xu Người Da đỏ-Indian Head Penny (mặt chính; 1859)
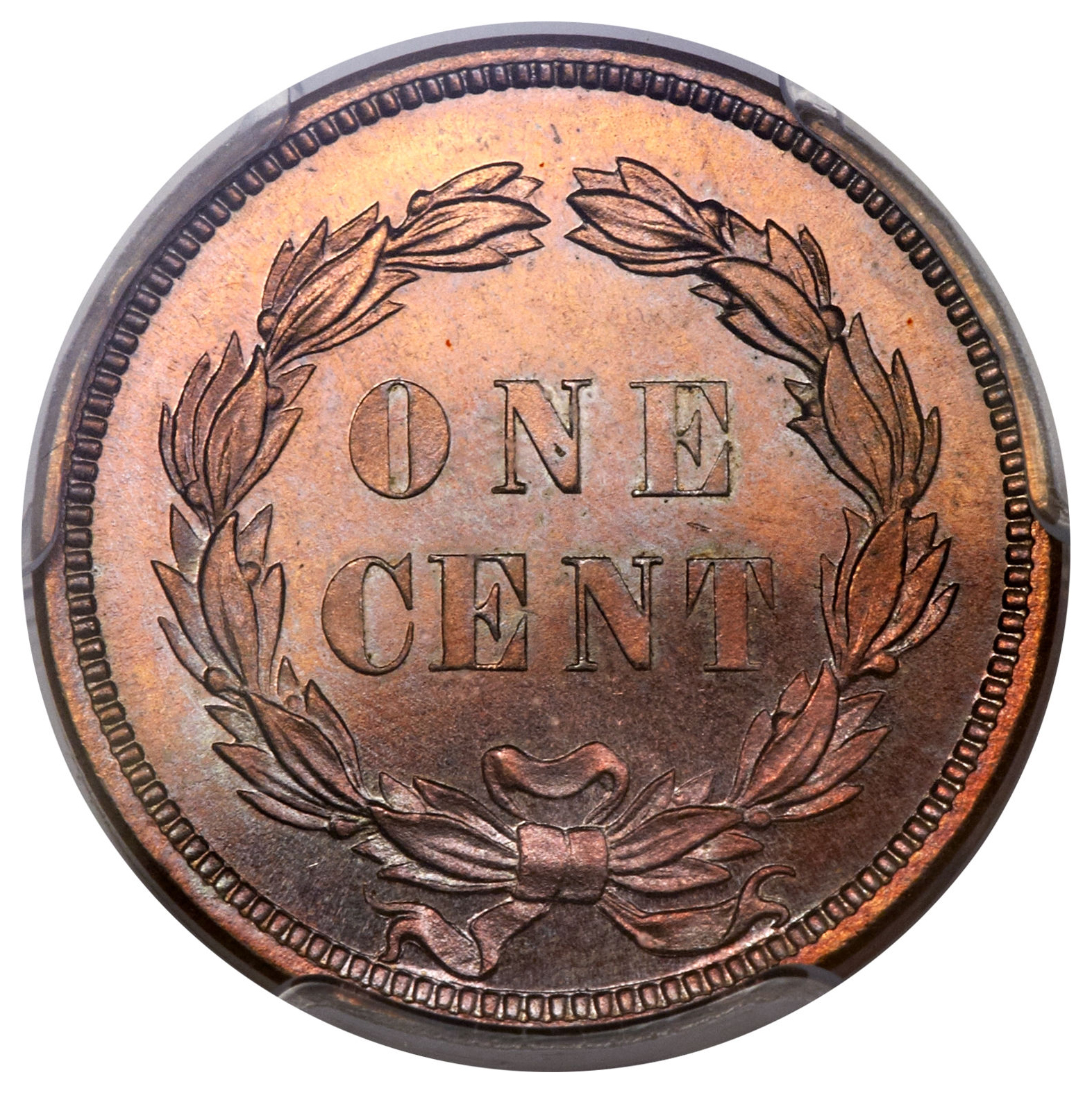
Một xu Người Da đỏ-Indian Head Penny (mặt saul 1859)
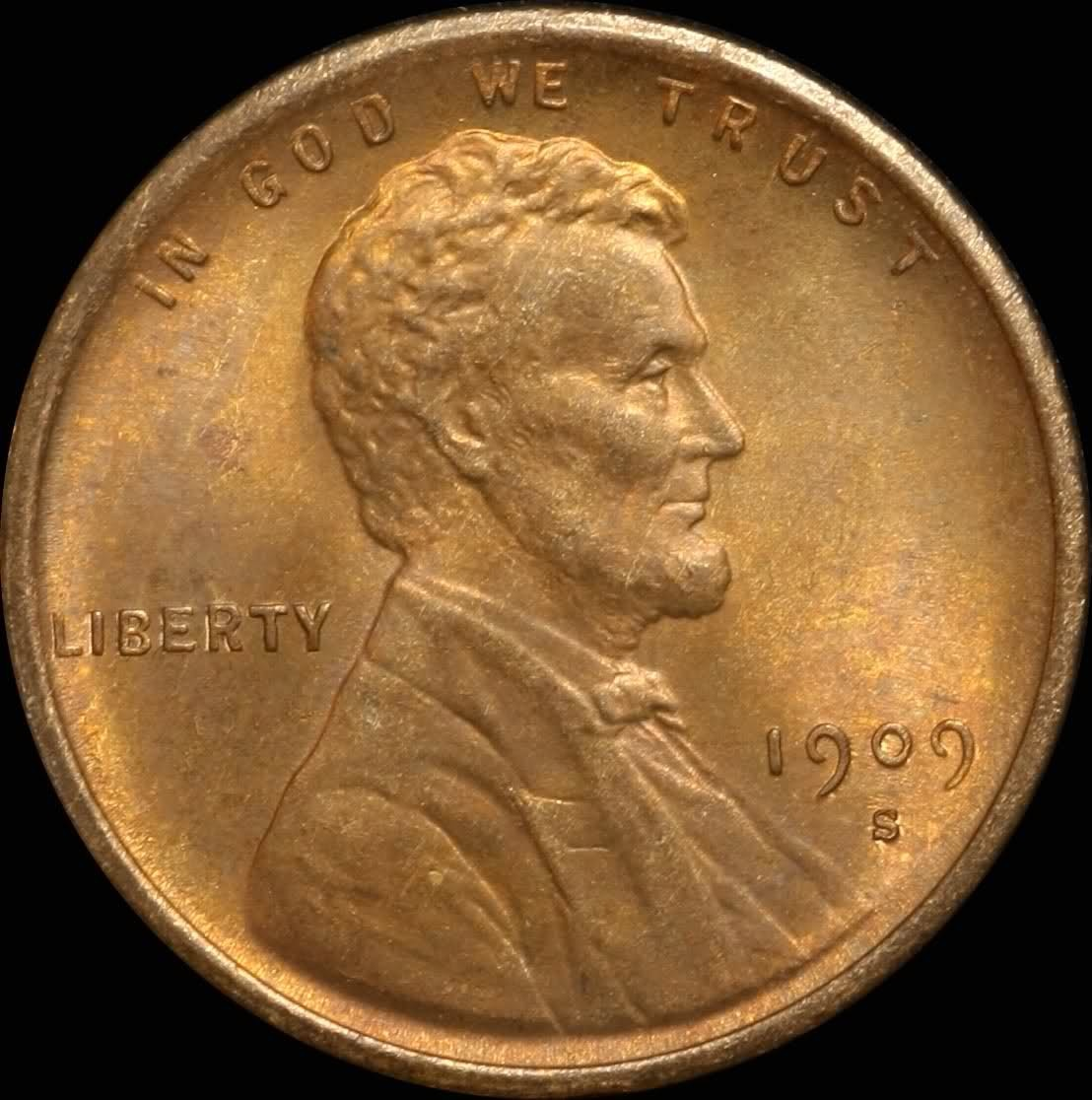
Một xu Lúa mì (Wheat Penny; mặt chính; 1909)
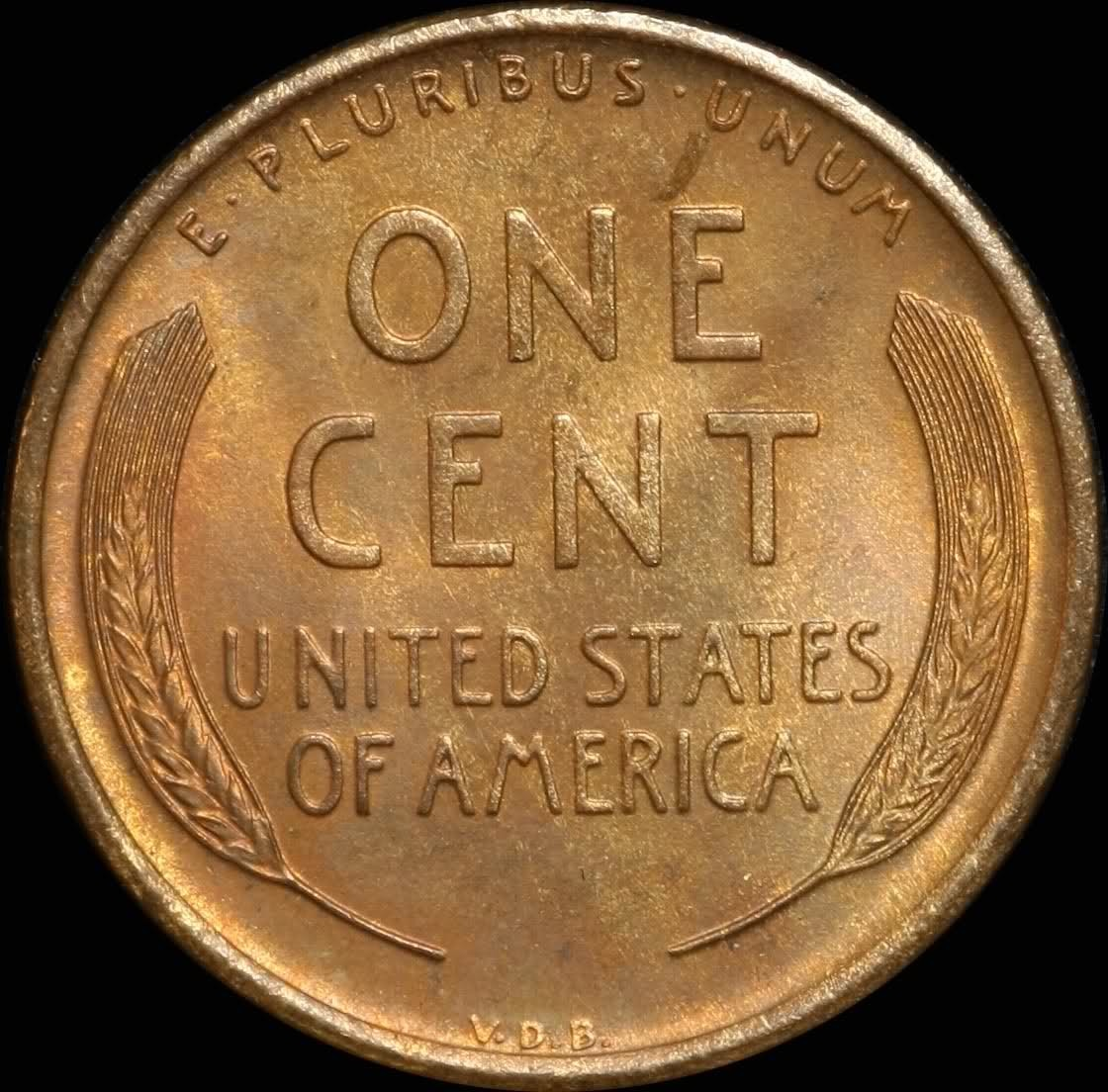
Một xu Lúa mì (Wheat Penny; mặt sau; 1909-S, loại V.D.B.)
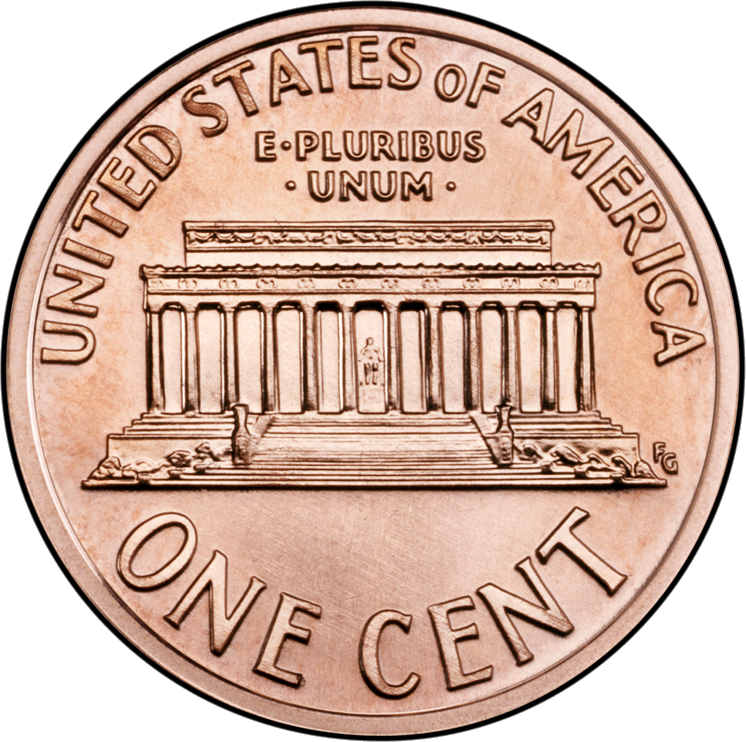
Mặt sau đồng penny Lincoln (1959-2008)
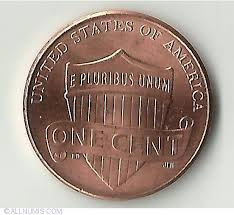
Mặt sau đồng penny Lincoln (2010-nay)

### Năm xu–Nickel
Đồng năm xu Buffalo nickel hiếm khi được tìm thấy trong lưu thông, với lý do là do chúng có thiết kế khác đồng nickel năm xu đang lưu hành hiện nay. Một yếu tố nữa là do chúng bị mòn một cách xấu xí: mòn mất cả năm đúc và các chi tiết trên thiết kế. Lý do khác giải thích việc không còn bắt gặp thiết kế này trong lưu thông là do mỗi năm, hàng trăm triệu (gấp năm đến sáu lần sản lượng đúc cao nhất của Buffalo nickel trong một năm: 119 triệu vào năm 1936) và có khi hàng tỷ đồng nickel mới được đúc đưa vào lưu thông. Giá trị của mỗi đồng xu này là không cao so với mệnh giá của chúng, chỉ từ 25 đến 30 xu Hoa Kỳ. Chỉ một số đồng xu có điểm chi tiết cao hơn mới có giá trị cao hơn. Đồng năm xu Buffalo có giá trị cao nhất là đồng 1937-D Three Leg (Bò Ba chân), mang biệt danh này do chân trước bên phải của hình con bò trên mặt sau đồng xu trên khuôn đúc đã bị đánh mòn.
Giá trị của đồng năm xu này là thấp, tuy vậy, do khả năng có thể sưu tập toàn bộ seri Jefferson nickel (1938-nay) từ các đồng xu đang lưu thông, mệnh giá này phù hợp cho nhiều người sưu tập tiền xu mới bắt đầu. Những đồng xu phát hành từ năm 1942-1945 khó được tìm thấy trong lưu thông do có hàm lượng bạc. Trên thực tế, đồng năm xu nickel không phổ biến trong giới sưu tập tiền xu, và phần lớn đồng xu trong seri Jefferson nickel có thể tìm thấy trong lưu thông. Các đồng xu có hàm lượng bạc 35% (1942–1945) hầu như đã bị đưa ra khỏi lưu thông. Các đồng xu bạc này vẫn được tìm thấy trong thập niên 1950, nhưng với việc giá bạc tăng mạnh vào đầu thập niên 1960, đa phần chúng bị đưa ra khỏi lưu thông để tích trữ và để bán lại. Đồng nickel 1950-D, có sản lượng đúc thấp, đã bị tích trữ ngay sau thông tin sản lượng đúc của chúng được biết đến.
Các xác định dễ dàng nhất với các đồng xu bạc nickel là ký hiệu cục đúc là một trong các chữ cái D, P, S trên mái vòm của Monticello (mặt sau đồng xu). Danh sách những đồng xu có giá trị cao hơn giá trị của chúng, ngay cả khi chúng ở bất cứ tình trạng chất lượng nào:
- 1939 D
- Năm xu Chiến tranh: 1942–1945
- 1943 P 3/2 - Đúc kép mặt chính (Doubled Die Obverse; DDO)
- 1949 D D/S - Dập kép ký hiệu Cục đúc (Repunched Mint Mark; RPM)
- 1950 D
- 1954 S S/D - Dập kép ký hiệu Cục đúc (Repunched Mint Mark; RPM)
- 1955 D D/S - Dập kép ký hiệu Cục đúc (Repunched Mint Mark; RPM)

Tiền năm xu giả của Francis Leroy Henning (Henning nickel) cũng có giá trị cao trong giới sưu tập. Dấu hiệu dễ nhận biết nhất của chúng là đồng năm xu năm 1944 (đáng lẽ là bằng bạc) không có ký hiệu cục đúc lớn trên mái vòm Monticello như tiền thật. Một số khuôn đúc bị rạn ở mặt sau, khoảng hở ở chân chữ R trong cụm từ Pluribus. Các đồng xu giả này có giá trị khoảng 30 đến 50 đô la Mỹ, và một số hiếm trong chúng giá trị hơn 100 đô la. Các đồng xu giả này rất khó nhận biết vì chúng đều được đúc ra với hình thái một đồng xu đã bị mòn do lưu thông. Các năm trên đồng xu nickel bị Henning làm giả gồm 1939, 1944, 1946, 1947 và 1953.
Mỗi cuộn xu năm xu nickel chứa 40 đồng xu, tổng trị giá 2 đô la Mỹ.

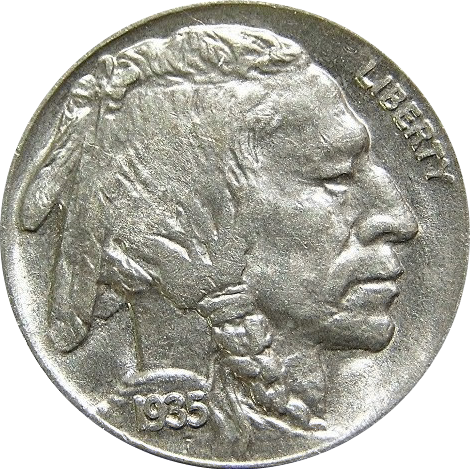
Mặt chính Buffalo Nickel
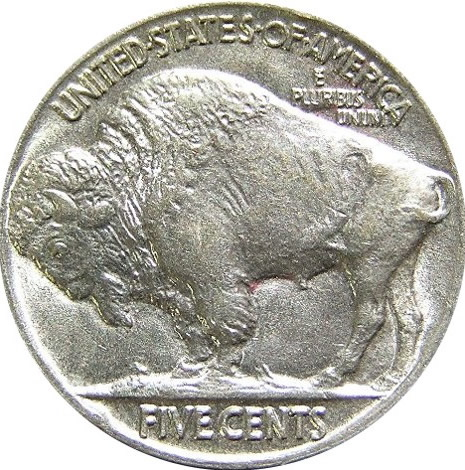
Mặt sau Buffalo Nickel
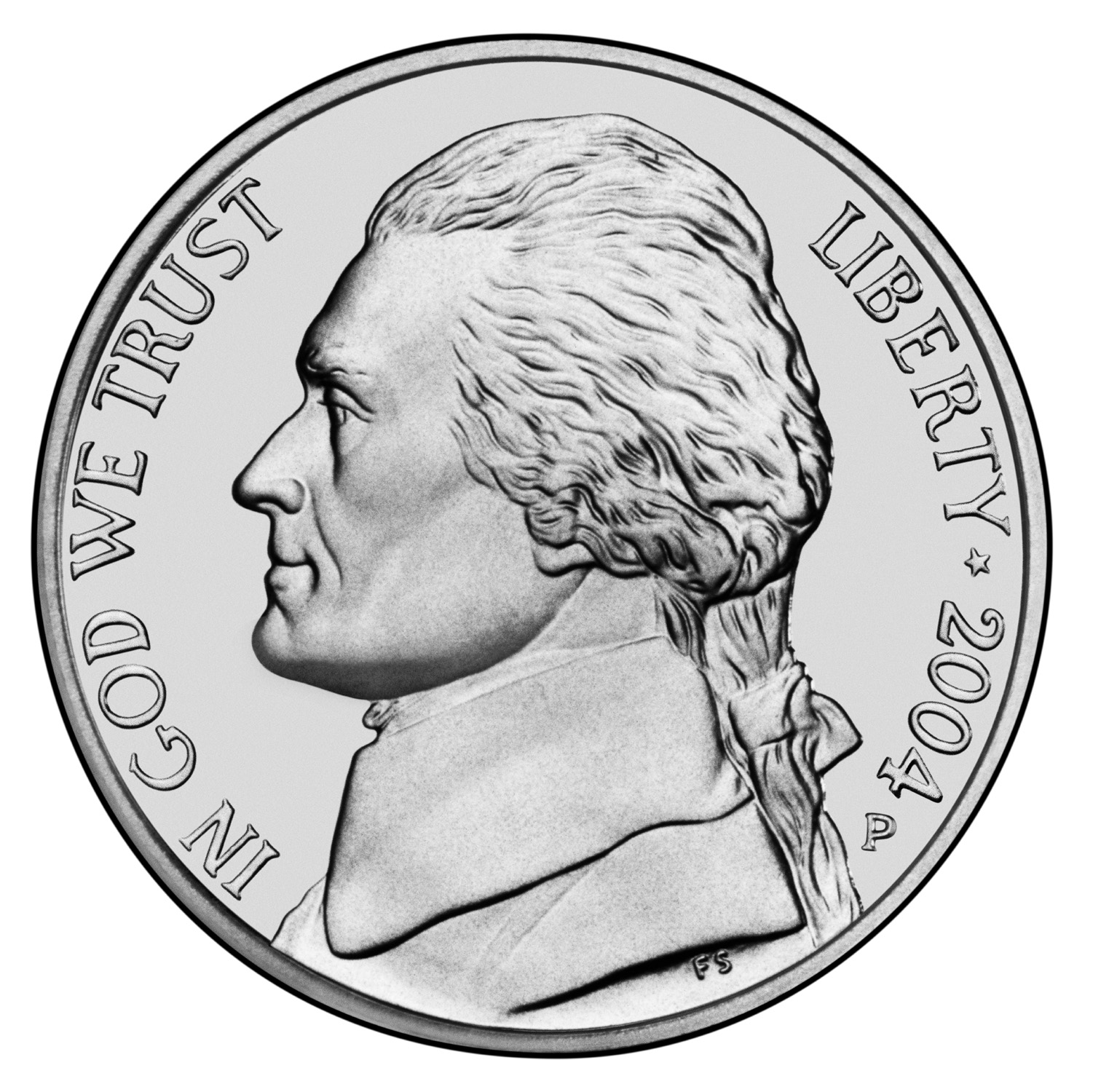
Mặt trước đồng xu Nickel (1938-2004)
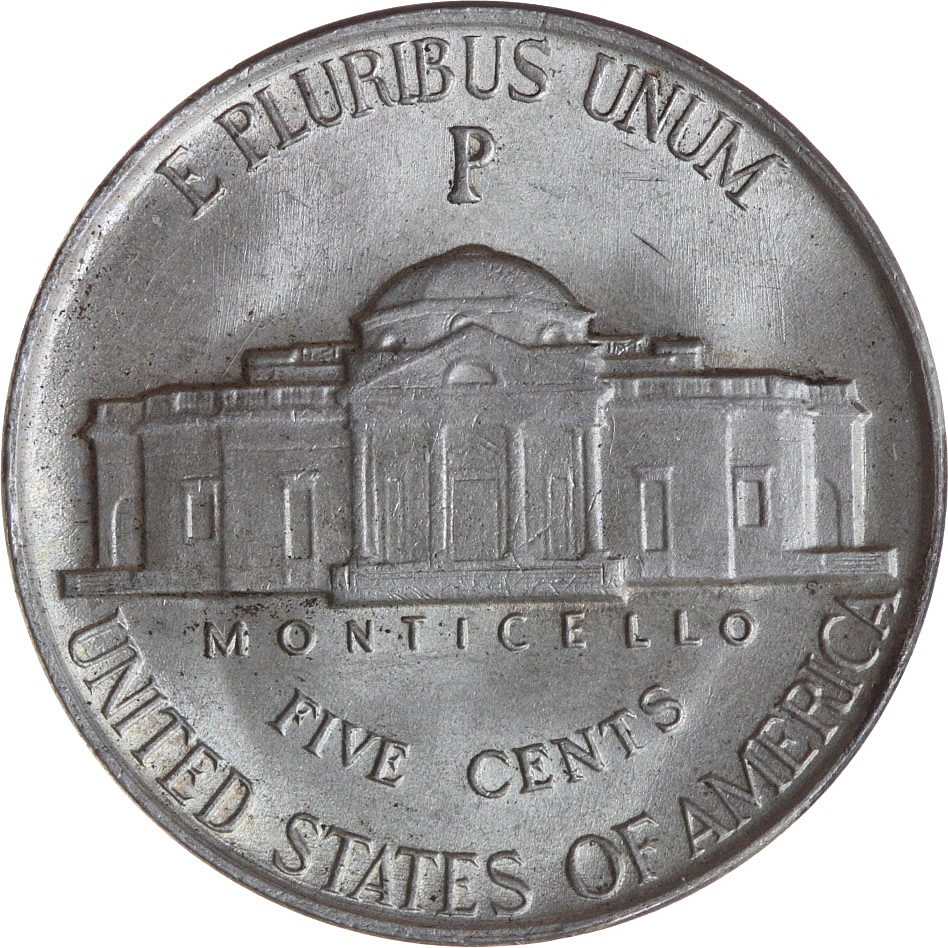
Mặt sau một đồng nickel Chiến tranh, có ký hiệu cục đúc P rất lớn phía trên Monticello
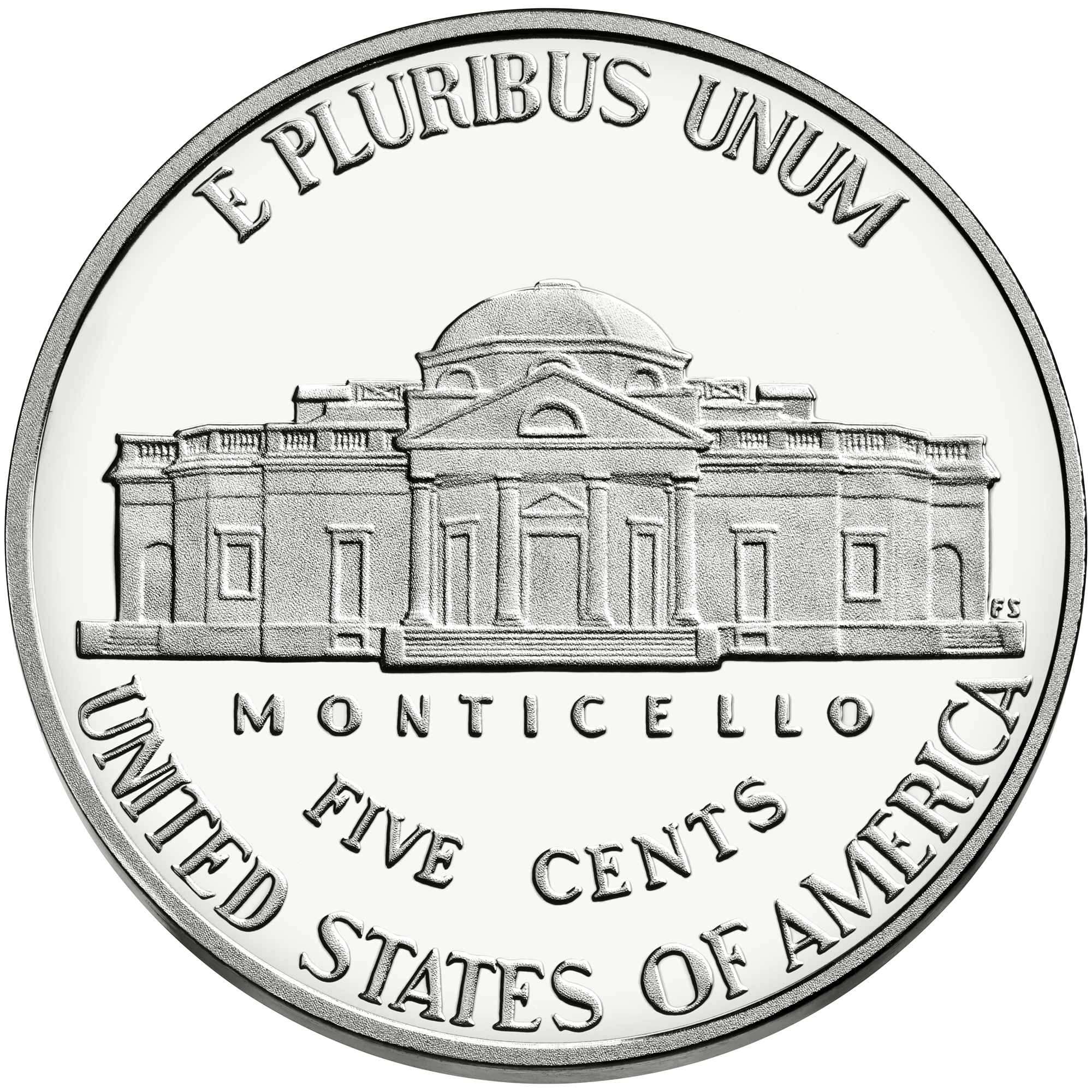
Mặt sau đồng nickel

### Mười xu–Dime
Mercury dime tuy không phổ biến như các seri tiền xu khác nhưng vẫn được một số nhà sưu tập tiền xu quan tâm để ý. Các đồng xu có thiết kế này và năm đúc là từ 1916 đến 1929, về cơ bản đã là năm tốt hơn (better date) và dễ dàng có được hơn số đồng xu đúc từ năm 1929 về sau, đặc biệt là từ năm 1934 đến năm 1945. Mercury dime có thiết kế dải đầy đủ (full band) cũng có giá trị hơn đáng kể hơn những đồng xu không có. Một số đồng Mercury dime có sản lượng đúc thấp và có giá trị cao:
- Năm trọng yếu (key date): 1916-D , 1921 , 1921-D và 1942/1 và 1942/1-D (số 2 đè số 1)
- Năm bán trọng yếu (semi-key date): 1917-D , 1919-D và -S , 1923-S , 1924-D và 1925-D

Mười xu - Dime được cho vào các cuộn tiền gồm 50 đồng xu, trị giá 5 đô la. Các đồng xu được đúc trước năm 1965 có hàm lượng bạc là 90%, do đó chúng có giá trị vượt quá mệnh giá đồng xu. Những đồng xu mẫu cũ (Mercury Dime - 10 xu Mercury, đúc từ năm 1916 đến năm 1945) thường có giá trị cao hơn giá trị bạc của chúng. Thợ săn tiền xu dễ dàng tách đồng xu bạc ra khỏi một chồng xu thông qua cạnh bạc của chúng. Có một vài lý do tốt để sưu tập mệnh giá tiền xu này: chúng có thành phần là bạc (1946-1964 đối với Roosevelt Dimes), seri có giá cả vừa phải (đối với người sưu tập) và dễ dàng tìm đủ các đồng xu để tạo thành một set tiền xu hoàn chỉnh. Tuy là một bộ tiền có một thiết kế kéo dài đến hơn 75 năm, mệnh giá này không tốn quá nhiều chi phí để thu thập trọn bộ, do tính theo sản lượng đúc thì không có bất kỳ năm nào có thể được xác định tiêu chuẩn là năm trọng yếu, là hiếm.
Các đồng xu quan trọng nhất của loạt tiền xu Roosevelt dime gồm các đồng mà số lượng đúc ra chúng nằm trong nhóm thấp nhất trong seri: 1949-S, 1955, 1955-D, và 1955-S. Ngoài ra, cũng cần chú ý đến đồng xu 1996 W dime, chỉ được đúc với sản lượng 1.457.000 đồng, nhằm đưa vào bộ tiền xu của cục đúc tiền nhân dịp kỷ niệm 50 năm phát hành đồng dime Roosevelt. Để kỷ niệm 75 năm phát hành seri, đồng xu 2015-P được phát hành với sản lượng 75.000 và được đúc bằng bạc, được đưa vào bộ tiền xu cục đúc tiền. Ngoài một số nhóm tiền dime kể trên có độ hiếm do sản lượng đúc thấp, một số loại dime có giá trị cao như:
- Các đồng tiền đúc sưu tập proof không có ký hiệu cục đúc: 1968-S, 1970-S, 1975-S, 1982-P và 1983-S.
- Các loại đồng tiền đúc lỗi: lỗi đúc kép mặt trước (Doubled die obverse; DDO) 1960 và lỗi đúc kép mặt sau: (Doubled die reverse; DDR) 1963 và 1964 D.

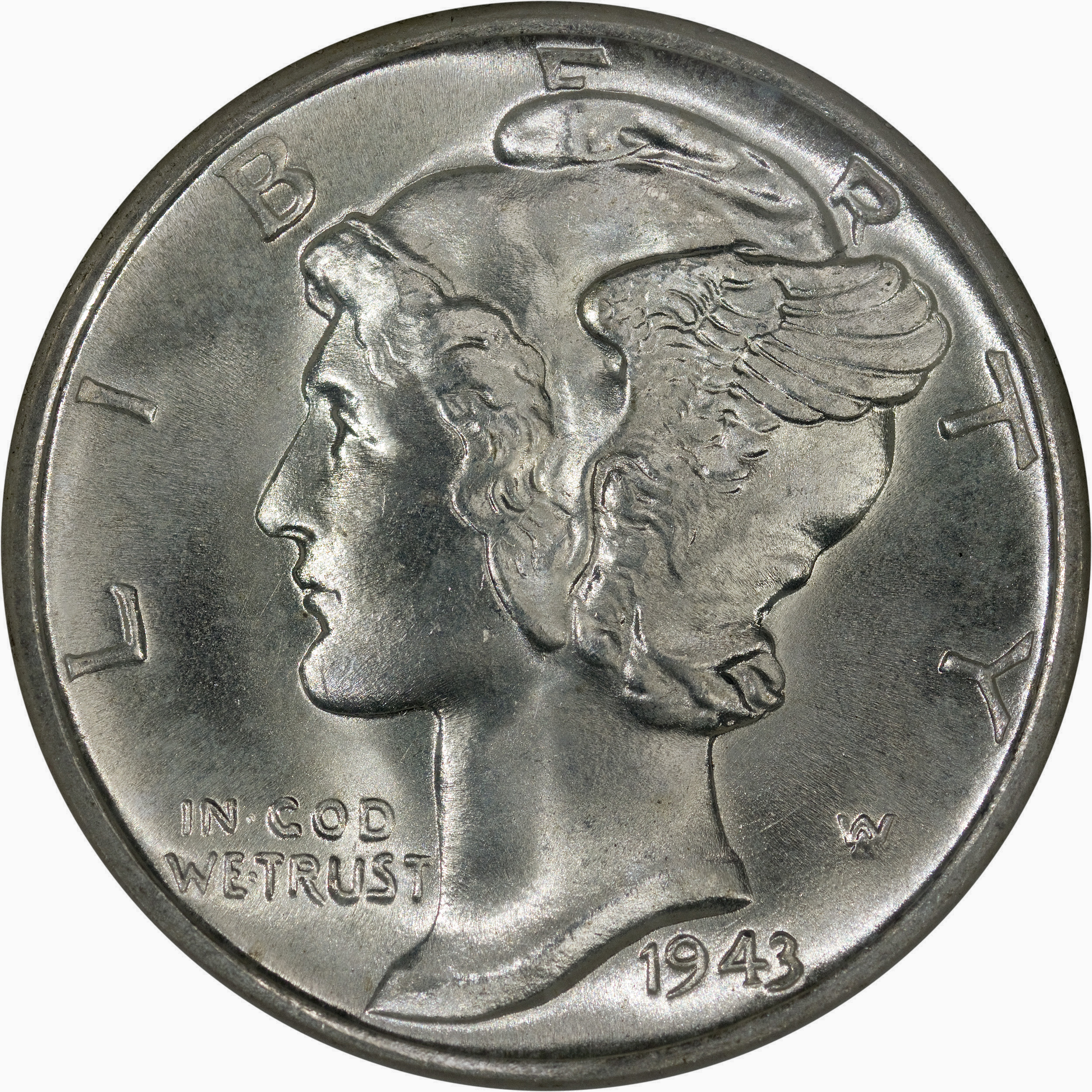
Mặt chính Mercury Dime
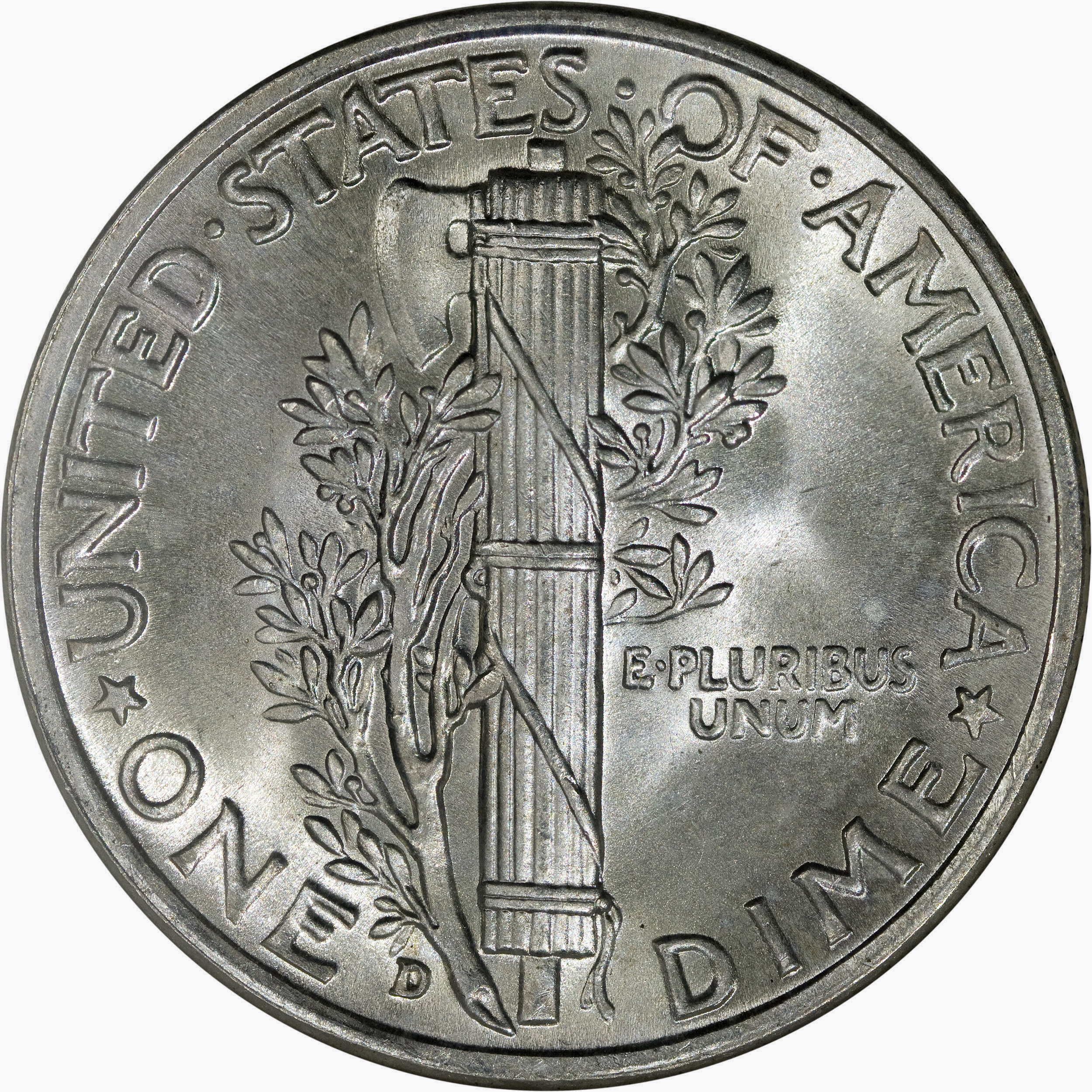
Mặt sau Mercury Dime

### Hai mươi lăm xu–Quarter
Hai mươi lăm xu - Quarter được cho vào các cuộn tiền gồm 40 đồng xu, trị giá 10 đô la. Các đồng xu được đúc trước năm 1965 có hàm lượng bạc là 90%, do đó chúng có giá trị vượt quá mệnh giá đồng xu. Người săn tiền xu có thể dễ dàng chỉ ra đồng xu bạc thông qua cạnh trắng của đồng xu, một điểm khác biệt mà những đồng xu đúc từ năm 1965 không thể có. Nhìn chung, đồng quarter khắc họa chân dung Tổng thống George Washington (Washington Quarter) bằng bạc và đúc với chất lượng sưu tập (proof) khó được tìm thấy trong lưu thông. Nhìn chung, một số các đồng xu quarter sau đây có giá trị cao hơn đáng kể giá trị đồng xu:
- Bất kỳ đồng xu sưu tập nào (Proof)
- Tất cả các đồng 90% bạc (1932–1964, và sưu sưu tập bằng bạc)
- Tất cả đồng xu 40% bạc (ghi năm 1776–1976; Kỷ niệm 200 năm lập quốc)
- Tất cả đồng xu trong trạng thái chưa lưu thông: 1982, 1982-D, 1983, and 1983-D.

Danh sách vắt tắt các đồng xu hiếm và đồng xu lỗi có giá trị:
- Xu quarter năm 1932: 1932-D, 1932-S.
- Xu quarter năm 1934: Cả hai loại khẩu hiệu mờ và rõ
- Các xu lỗi đúc kép mặt chính (DDO):1934, 1937, 1942-D, 1943, 1943-S
- Các xu lỗi đúc chồng cục đúc (Repunched mintmark; RPM): 1950-D D/S (D chồng lên trên S) và 1950-S S/D (S chồng lên D)
- Các đồng xu đúc từ cục đúc tiền West Point có ký hiệu cục đúc W: 2019-W và 2020-W.[26]
- 2004-D Wisconsin Extra Leaf (tạm dịch: Lỗi dư lá) gồm hai phân loại là "High Leaf" (lá cao) và "Low Leaf" (lá thấp).[26][27] Bên cạnh đó, còn có một số biến thể đáng chú ý trong cùng loạt tiền 50 Tiểu bang này như: 2005-P In God We Rust[28], 2005-P Minnesota Extra Tree[26], 2008-P New Mexico Extra Leaf Cactus,...

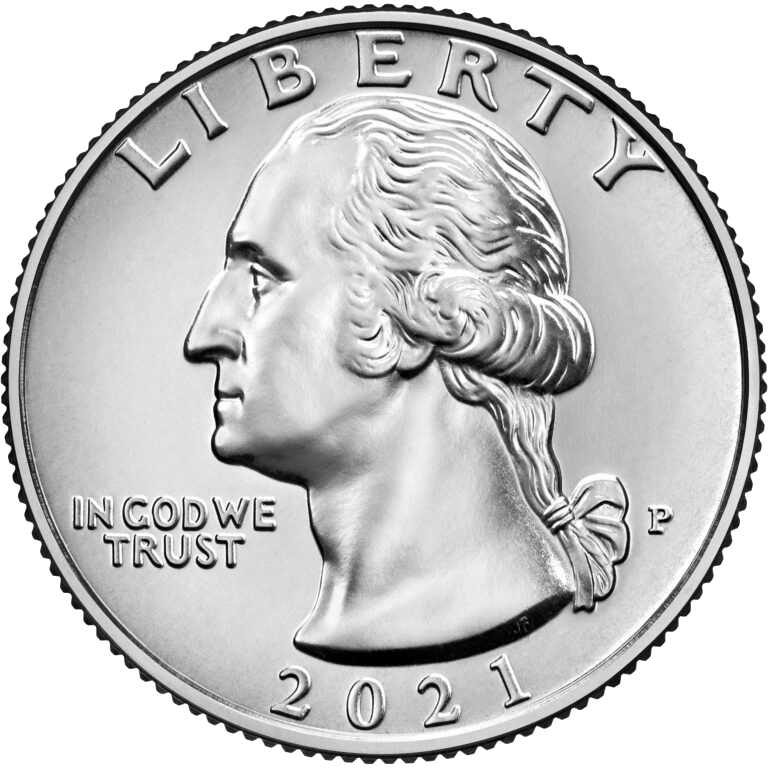
Mặt trước đồng 25 xu giai đoạn 1965–1998 và 2021
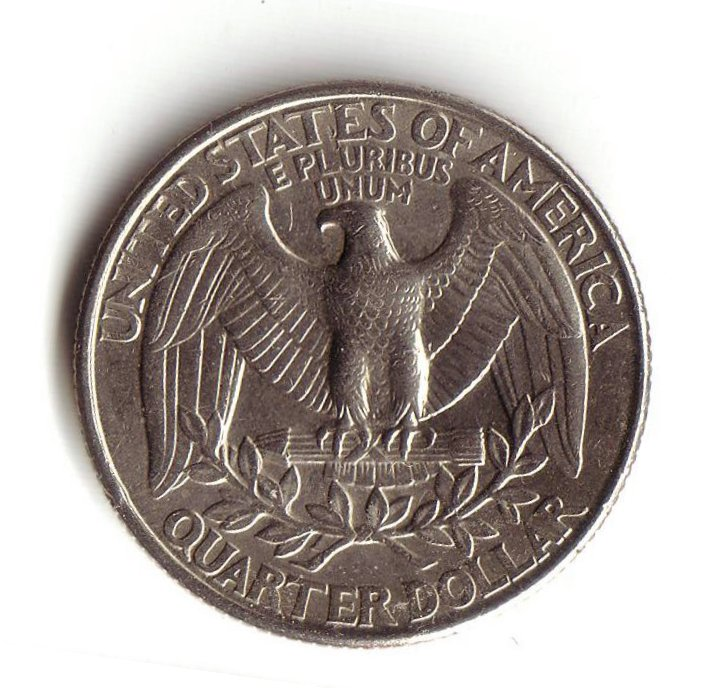
Mặt sau đồng xu giai đoạn 1965–1998
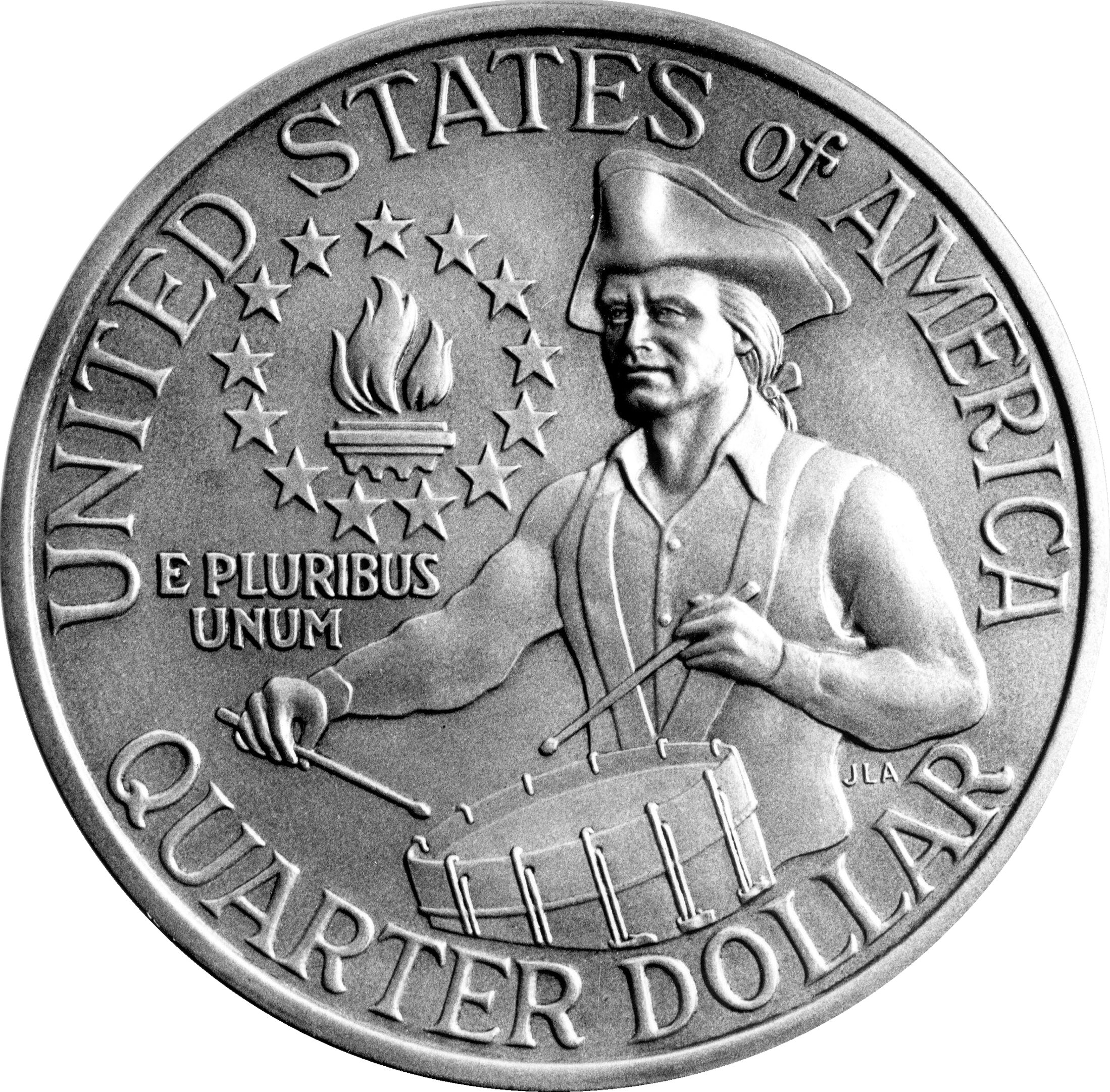
Mặt sau của đồng xu kỷ niệm 200 năm lập quốc (1976)

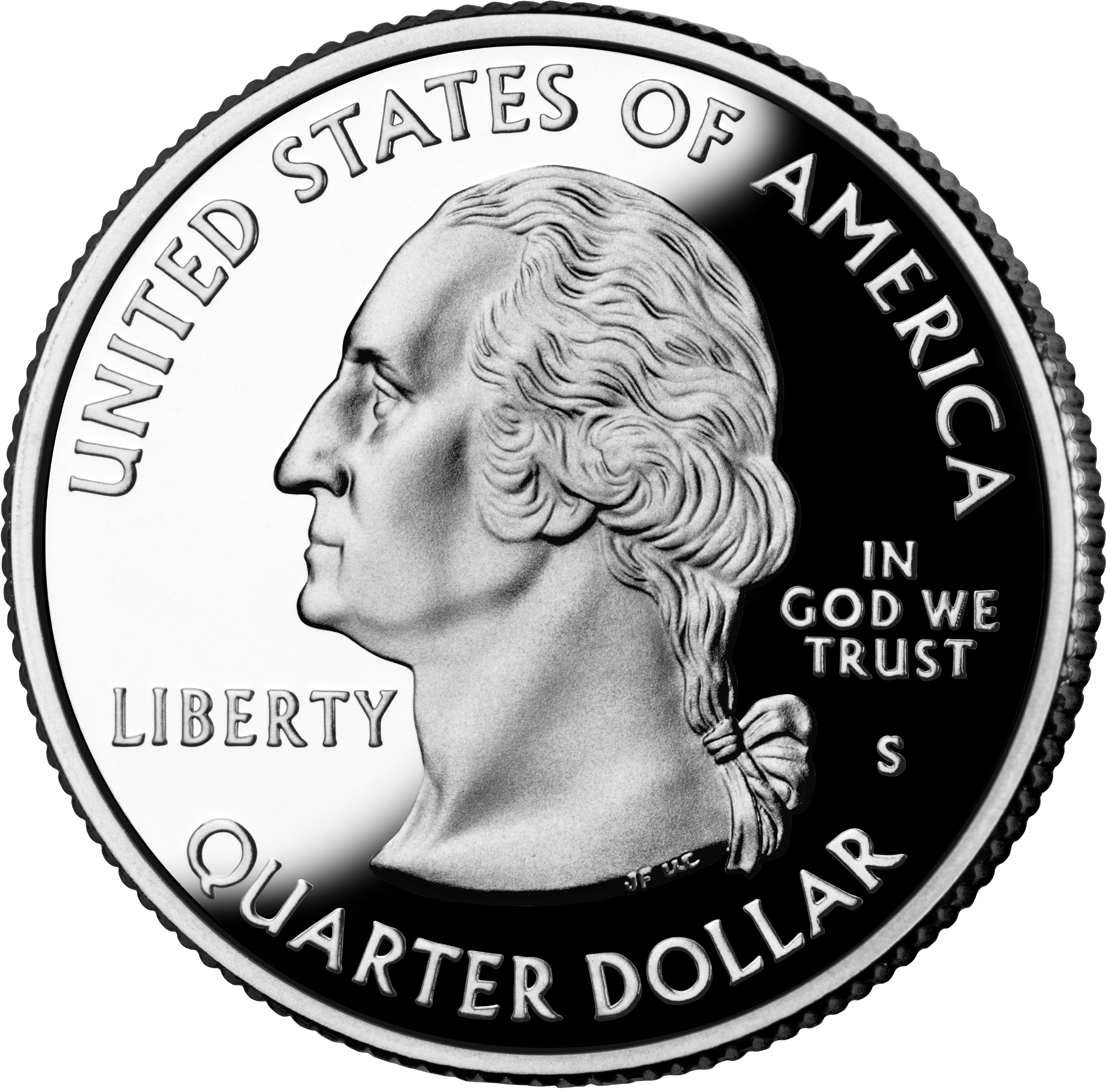
Mặt trước đồng xu từ năm 1999 đến năm 2009
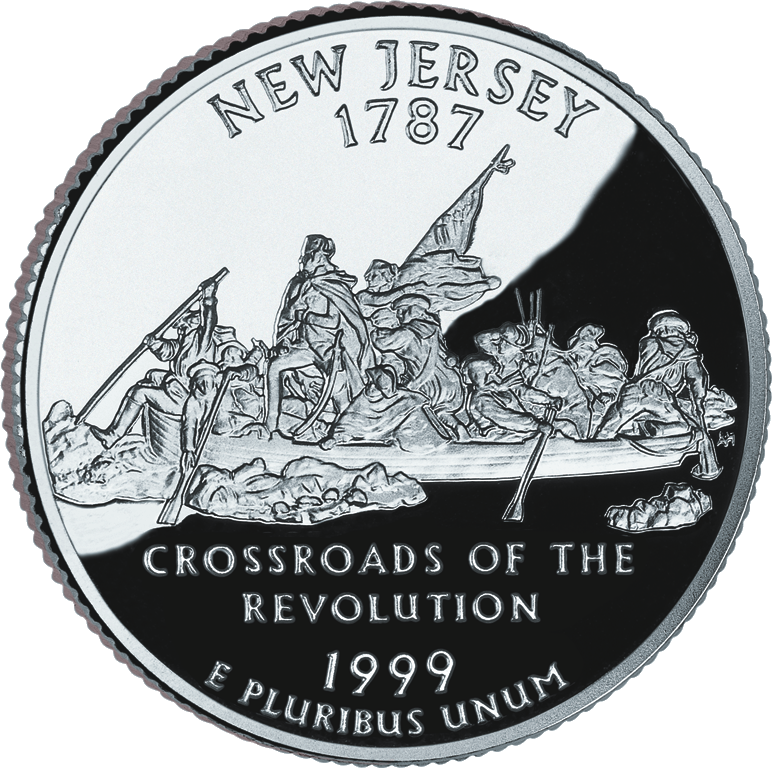
Mặt sau đồng quarter với thiết kế của bang New Jersey (1999)
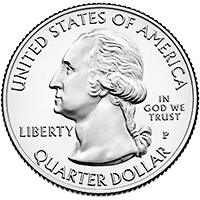
Mặt trước đồng xu từ năm 2010 đến năm 2021
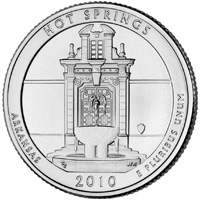
Mặt sau đồng xu với thiết kế miêu tả Hot Springs (bang Arkansas; 2010)

### Nửa đô la–Half dollar
Năm mươi xu - Half dollar hiếm khi được sử dụng trong đời sống, tuy vậy người chơi có thể đặt mua thông qua ngân hàng với các hộp mệnh giá 500 đô la Mỹ (50 cuộn xu). Việc tìm kiếm 50 xu, người sưu tầm mong muốn tìm thấy bạc. Dù nhiều đồng xu bạc đã bị nhiều người rút khỏi lưu thông, nhưng chúng vẫn có thể được tìm thấy, do tiền trong các bộ sưu tập tiền bị trẻ em hoặc người khác sử dụng.
Đồng nửa đô la Nữ thần Tự Do đi bộ (Waking Liberty/Liberty Walking half dollar; 1916-1947) sẽ gây khó cho các nhà sưu tập tiền xu mới bước vào con đường sưu tập, trong khi đó lại là một seri thú vị cho những nhà sưu tập trung cấp và có kinh phí. Seri tiền xu mang thiết kế này có một số đồng xu đáng chú ý như: các năm 1916-S, 1919-D, 1921, 1921-D, 1921-S và 1917-S với ký hiệu cục đúc ở mặt chính đồng xu.  Đồng nửa đô la Franklin (1948-1863) không có bất kỳ năm trọng yếu nào, do đó giá trị của bộ sưu tập này phụ thuộc lớn vào giá bạc. Seri tiền xu này được đánh giá là dễ thu thập và không tốn chi phí quá lớn.
Săn tìm đồng xu nửa đô la, người sưu tầm để tâm tìm kiếm các đồng tiền đúc trước năm 1970, với giai đoạn trước 1965, hàm lượng bạc là 90% và từ năm 1965 đến năm 1969, hàm lượng bạc đạt 40%. Hộp 50 xu được nhận định là hộp tiền xu có khả năng sinh lợi cao nhất, tuy vậy cũng có khả năng người chơi không thể có một đồng xu bạc nào trong suốt cả hộp tiền. Những đồng xu bạc có thể dễ dàng tách ra riêng thông qua việc nhìn năm đúc ở mặt trước hoặc đơn giản là nhìn cạnh đồng xu. Kể từ năm 2002, đồng tiền này chỉ đúc cho giới sưu tập, tuy vậy có thể dễ dàng mua được chúng với giá chỉ nhỉnh hơn giá trị đồng xu một chút ở các cửa hàng tiền xu địa phương.
Nửa đô la là một seri vui và khá dễ dàng cho nhà sưu tập mới bắt đầu, trong khi được đánh giá là cũng đủ sức gây khó khăn cho các nhà sưu tập tầm trung và kinh nghiệm. Thông thường thì các nhà sưu tập tiền xu nửa đô la có thể phân loại thành:
- Sơ cấp/Mới bắt đầu: Một bộ sưu tập đầy đủ năm và cục đúc theo từng năm cho các loại đồng xu dành cho lưu thông.
- Trung cấp: Ngoài những gì đã liệt kê, họ thường thêm vào bộ sưu tập của mình cả những đồng xu đúc cho giới sưu tập (proof)
- Cao cấp/Kinh nghiệm: Ngoài những gì đã liệt kê phía trên, còn có các đồng xu phát hành những dịp đặc biệt và các lỗi và lỗi đúc quan trọng.

Một số loại xu trong kỷ nguyên xu nửa đô la Kennedy (1964-nay):
- Xu bạc: xu bạc 90%: 1964 và xu bạc 40% (1965-1970; 1970 chỉ đúc cho giới sưu tập (NIFC-Tiền không đúc cho lưu thông[32])
- Bộ tiền xu Đặc biệt: 1965-1967.
- Tiền nửa đô la đồng-niken: 1971-2001 (có phân loại nhỏ là tiền 200 năm lập quốc (1976), được đề ngày 1776-1976 và đúc trong hai năm 1975-1976)
- Tiền xu Sưu tập Proof: xu proof bạc (1964; 1968-nay, trừ 1975) và xu proof đồng-niken (1971-nay), proof nền mờ (1998)
- Các set kỷ niệm 50 năm đồng nửa đô la Kennedy: loại đồng-niken, bạc và vàng.
- Các đồng nửa đô la không đúc cho lưu thông (1970, 1987, 2002-2020).[32][gc 1] Đồng nửa đô la năm 2018 dễ dàng được tìm thấy trong lưu thông, do đó nó được tin rằng đã được Cục Dự trữ Liên bang Mỹ đặt đúc để đưa vào lưu thông.[35]

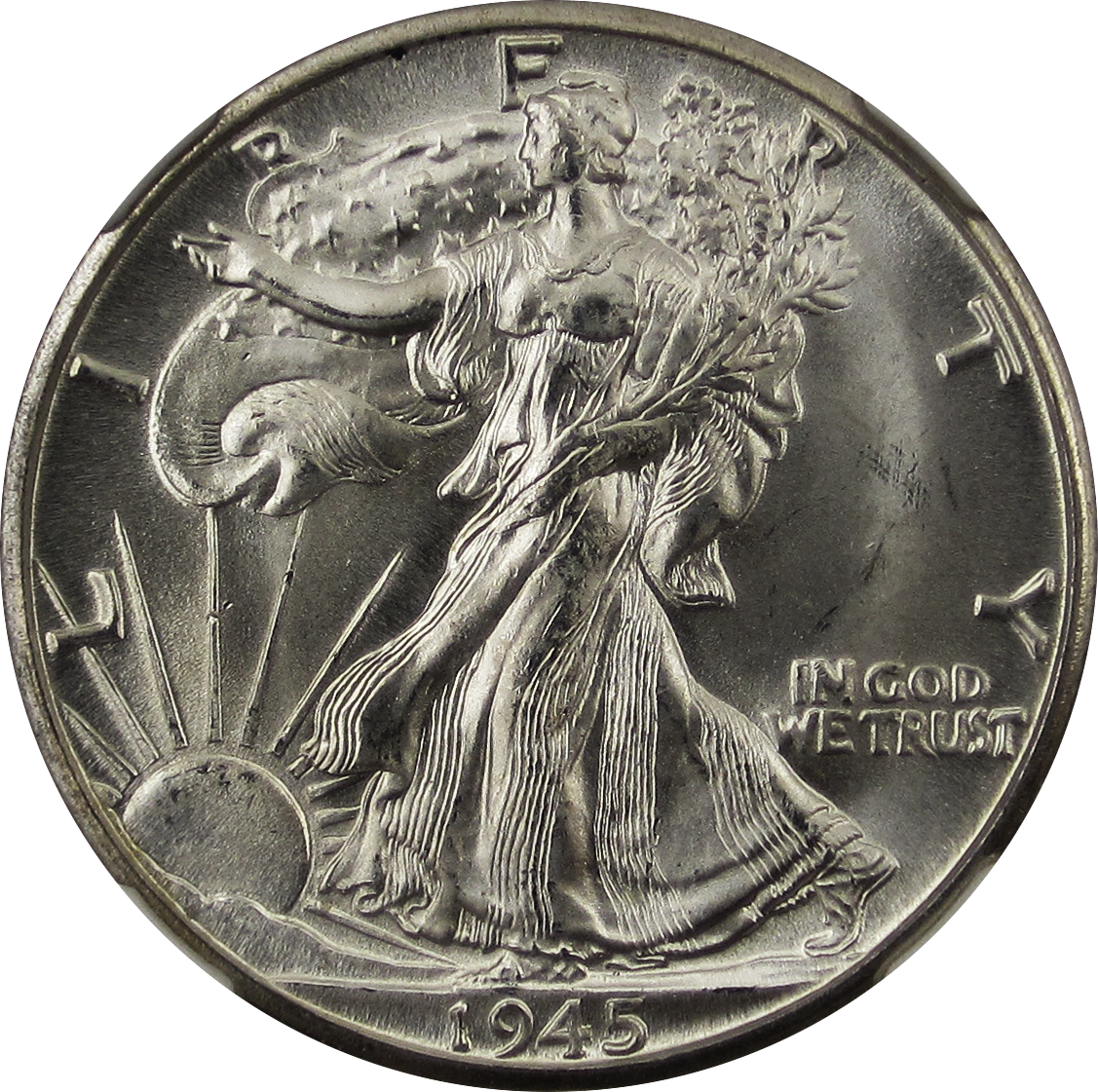
Mặt trước nửa đô la Nữ thần Tự do Đi bộ (Walking Liberty)
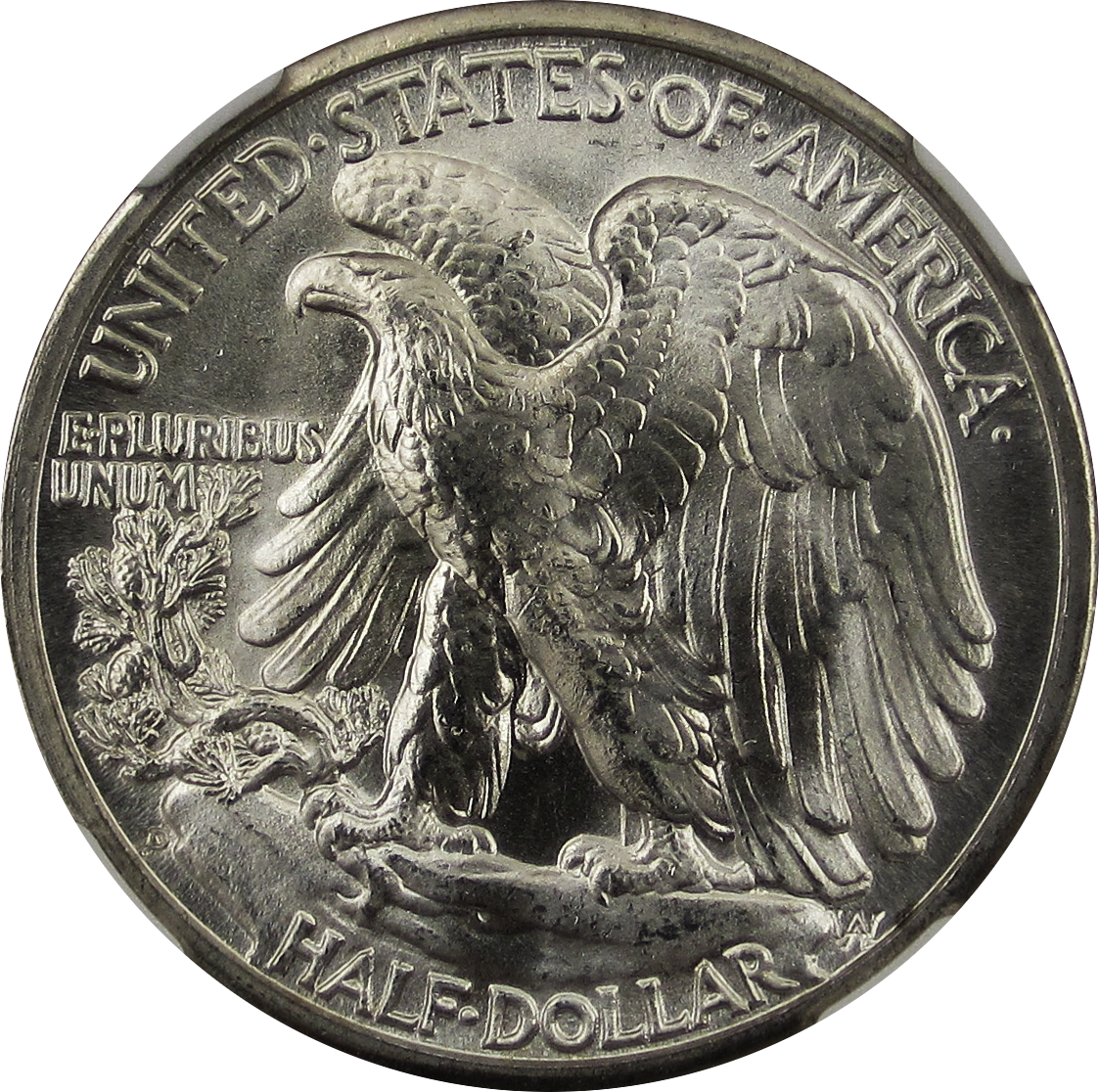
Mặt sau nửa đô la Nữ thần Tự do Đi bộ (Walking Liberty)
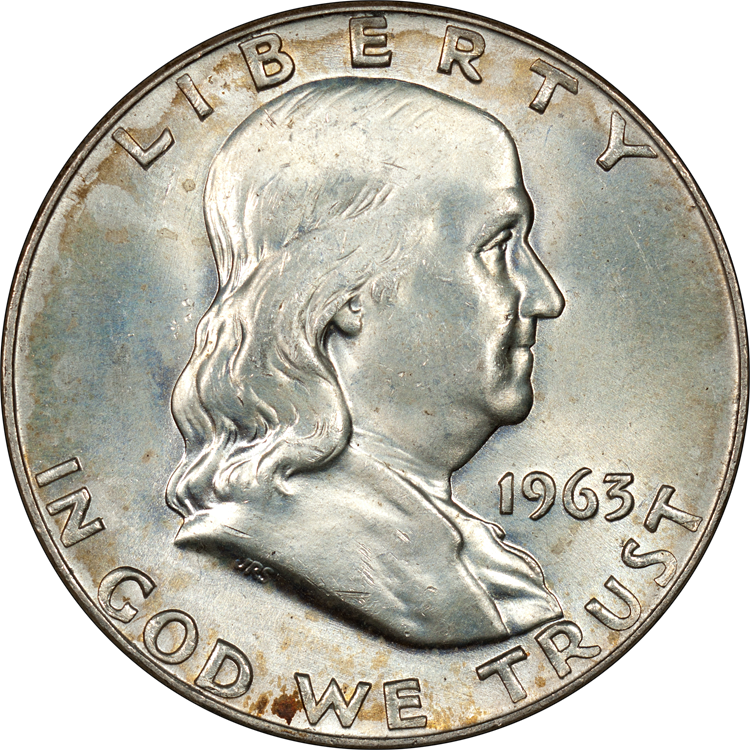
Mặt chính nửa đô la Franklin
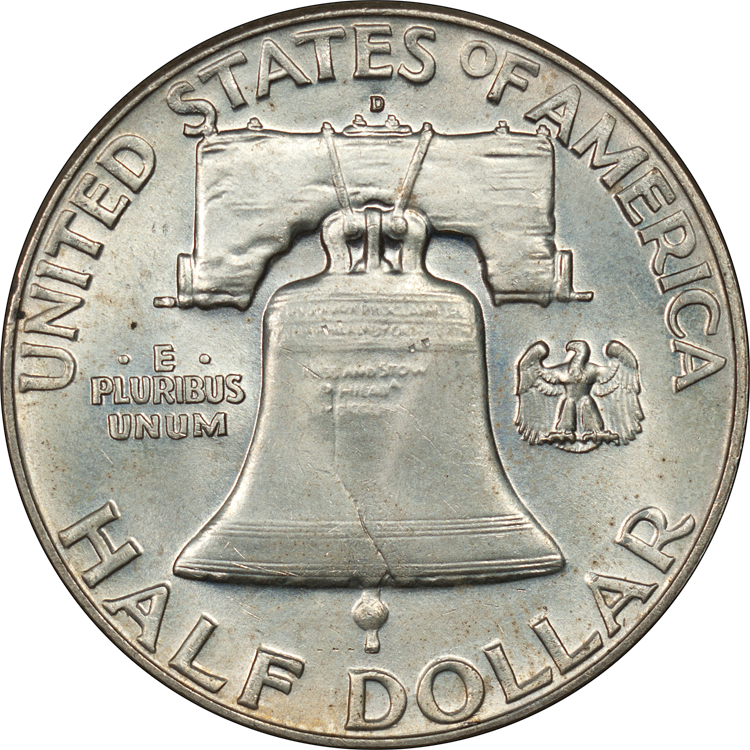
Mặt sau nửa đô la Franklin
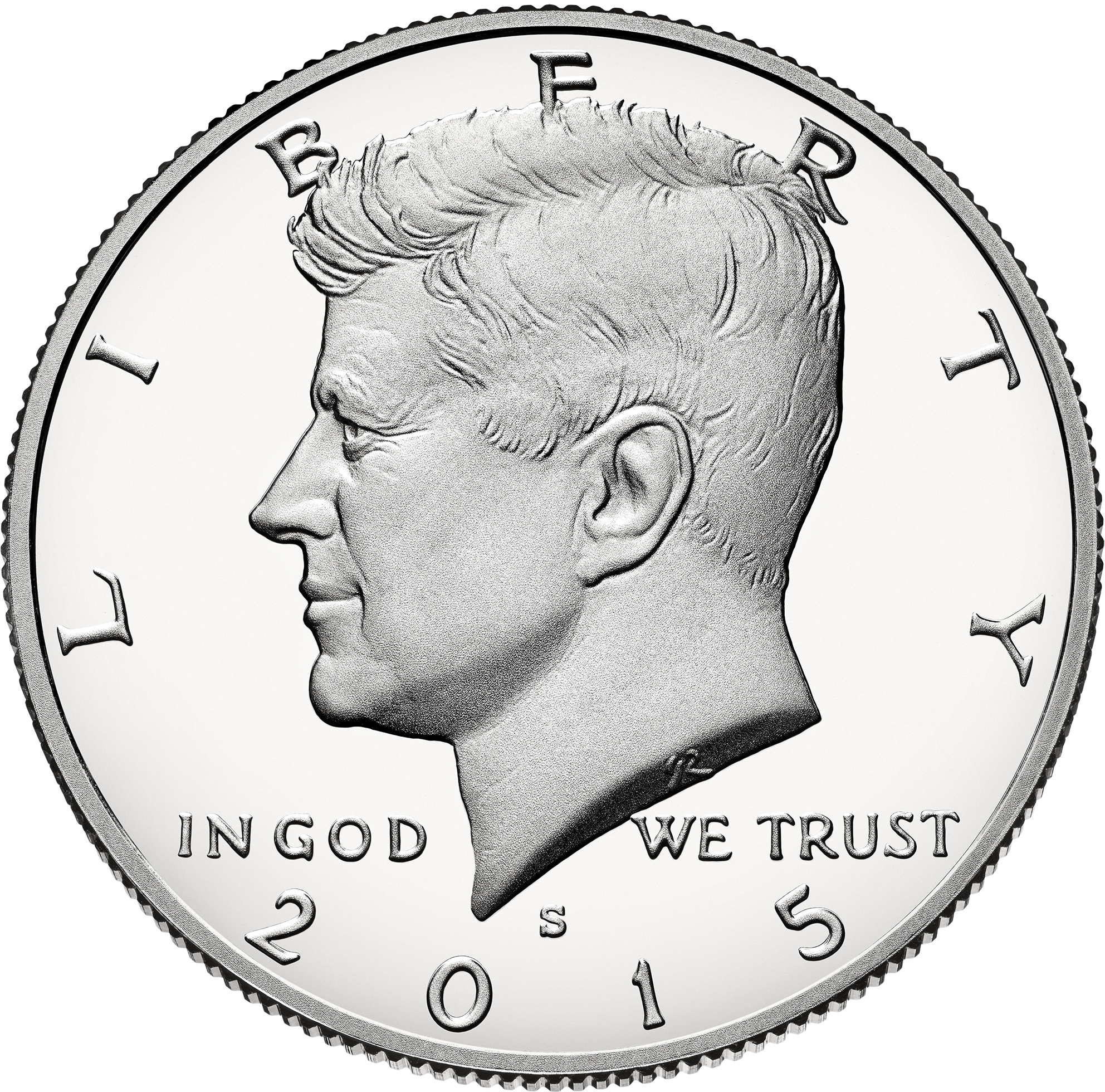
Mặt chính đồng nửa đô la Kennedy
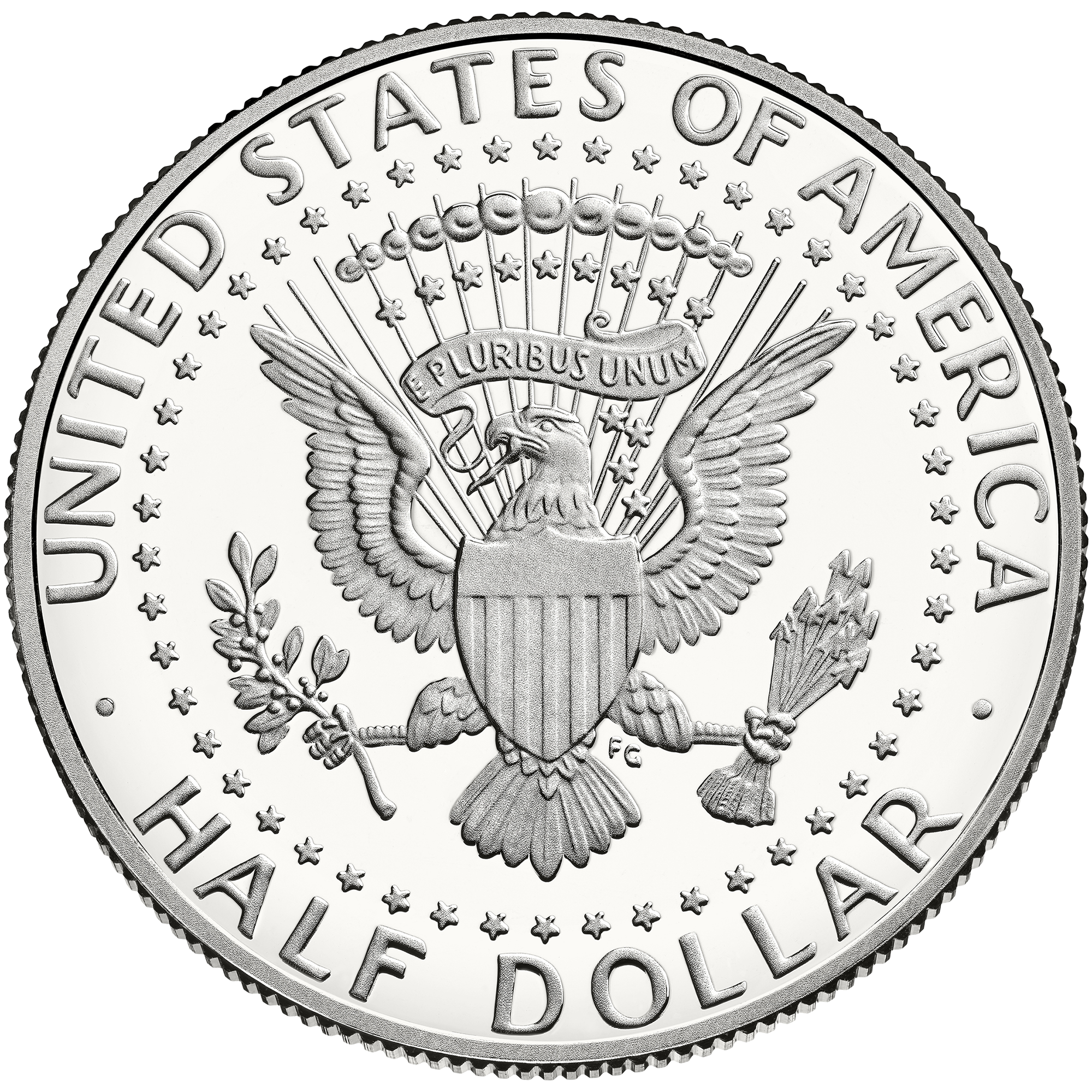
Mặt sau đồng nửa đô la Kennedy

### Một đô la

#### Loại lớn
Tiền đô la Eisenhower (Ike) dollar hiếm khi còn được tìm thấy trong lưu thông, và việc sưu tập chúng đòi hỏi người sưu tập phải đến mua chúng tại các cửa hàng tiền xu. Tuy là chúng không còn lưu thông thường xuyên, tuy vậy vẫn có những khách hàng đem những đồng xu này đến gửi vào ngân hàng. Do đó, để có được chúng thông qua kênh ngân hàng, việc hỏi và nhờ các nhân viên giao dịch tại ngân hàng báo cho người sưu tập biết (mỗi khi ngân hàng đang có chúng) là cần thiết. Giá của các đồng tiền bị mòn do lưu thông chỉ nhỉnh hơn giá trị mệnh giá của chúng một chút, trong khi các đồng xu mới chưa lưu thông có giá khoảng 10 đô la. Loại đô la Ike giá trị nhất là 1972-Type II, trong khi đó seri tiền này có những biến thể (varieties) quan trọng như:
- Tiền đúc Sưu tập (proof) 1971-S: R bình thường (Normal R) và R chân giả (Peg Leg R).
- Các biến thể (varieties) năm 1972: Type I, II, III
- Các biến thể (varieties) năm 1976: Type I, II

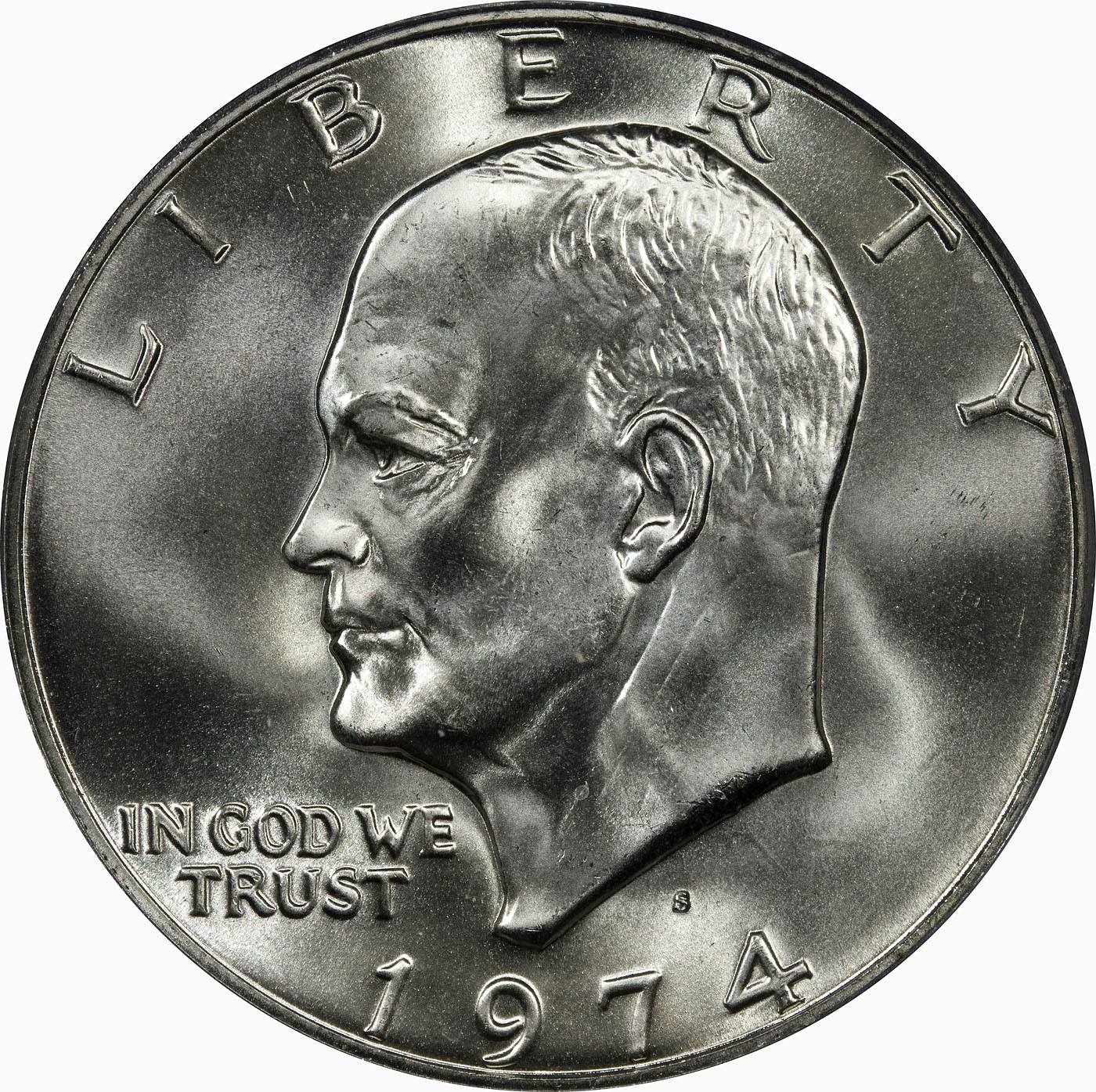
Mặt trước Đô la Eisenhower (Ike)
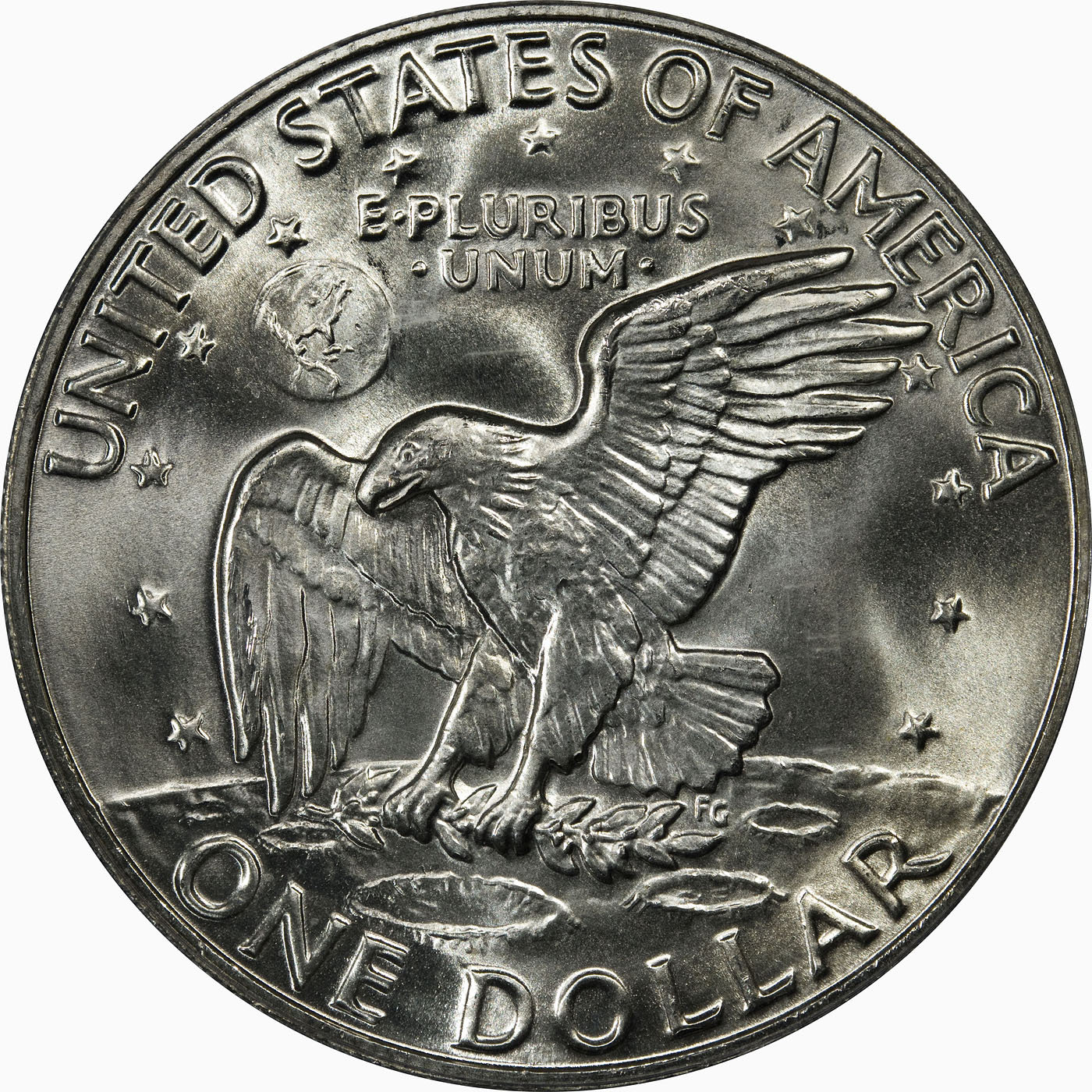
Mặt sau đô la Eisenhower (Ike)
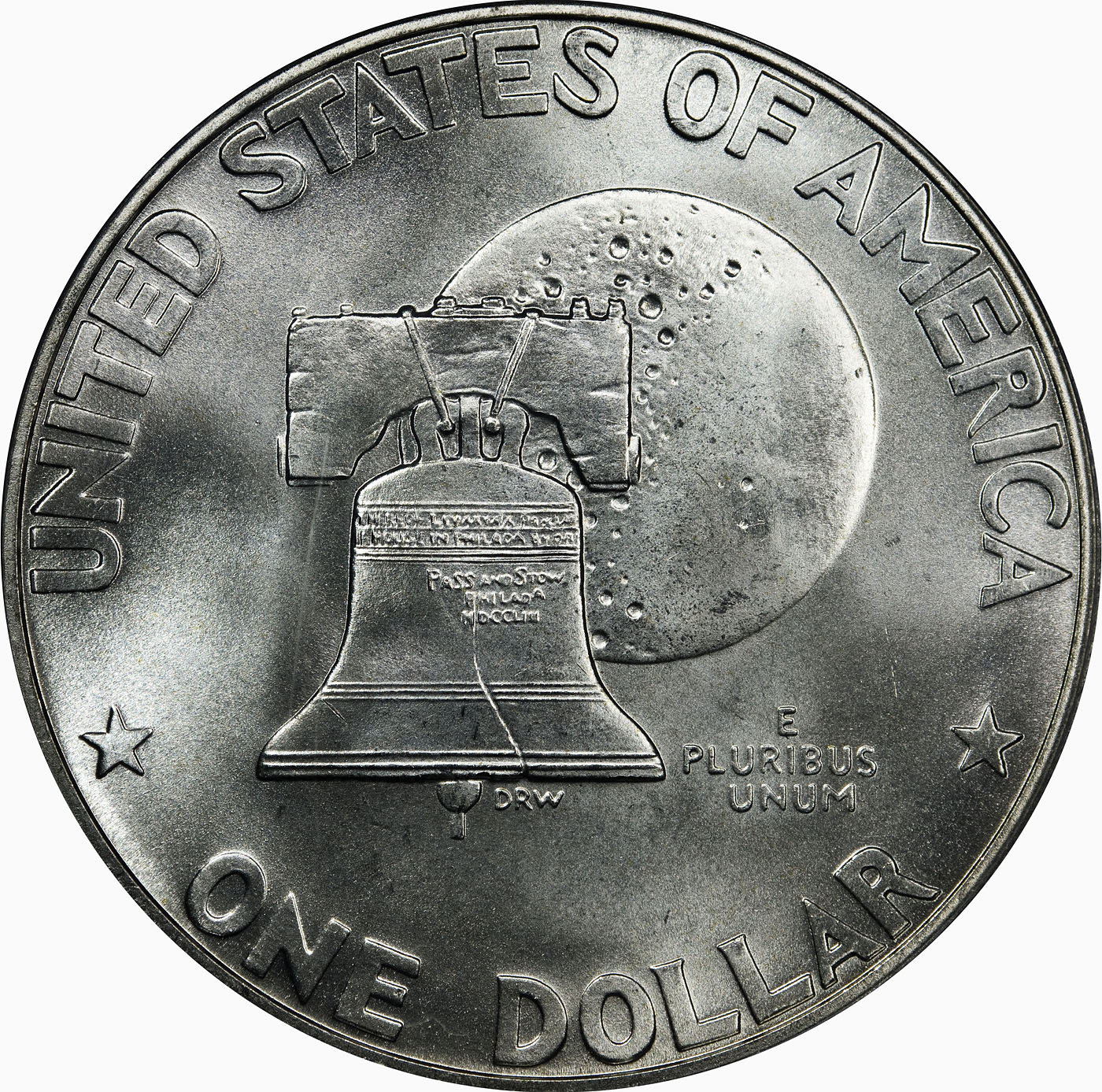
Mặt sau đô la Eisenhower, nhân dịp 200 năm lập quốc Hoa Kỳ (1976)

#### Loại nhỏ
Một cuộn tiền xu một đô la cỡ nhỏ gồm 25 đồng xu. Kể từ năm 2012, các đồng xu nhỏ màu vàng đúc hình ảnh các tổng thống Hoa Kỳ chỉ đúc với số lượng hạn chế, dành cho các nhà sưu tập.
Đồng xu khắc họa chân dung Susan B. Anthony được đúc từ năm 1979 đến năm 1981, và đúc thêm một năm duy nhất là 1999. Các đồng xu này không có giá trị cao, tuy chúng khó được tìm thấy trong lưu thông. Đồng xu này không được giới sưu tập ưa chuộng, tuy vậy bắt đầu được chú ý đến trong những năm gần đây. Với các đồng xu loại này, các biến thể (varieties) sau có giá trị:
- 1979-P Viền dày-Wide Rim
- Tiền đúc Sưu tập Proof: 1979-S Loại 2 (Ký hiệu cục đúc "S" rõ) và 1981-S Loại 2 (ký hiệu "S" không rõn chữ; flat/filled mintmark)

Các đồng xu một đô la Sacagawea (2000-nay) hiếm khi lưu thông vì gần như không ai có nhu cầu sử dụng đến chúng. Seri tiền Sacagawea với mặt sau khắc họa các hình ảnh Native American-Người Mỹ bản địa cũng chịu chung số phận khi chỉ có các nhà sưu tập tiền xu đặt mua chúng từ Cục Đúc tiền Hoa Kỳ. Riêng đối với đô la Sacagawea, có một số đồng xu có giá trị cao hơn hẳn các đồng xu cùng loại:
- 2000-P Cheerios Dollar: chỉ khoảng 60-70 đồng xu đã được phát hiện trong số khoảng 5.500 đồng xu của biến thể này. Giá trị của chúng trong khoảng từ 5.000 đến 25.000 đô la Mỹ phụ thuộc vào điểm thẩm định của đồng xu.[43]
- 2000-P Goodacre Presentation Specimens (tạm dịch: Xu 2000-P Goodacre)
- 2000-P Wounded Eagle (tạm dịch: Đại bàng bị thương)
- 2007  Sacagawea có cạnh khắc chữ

Các đồng xu đô la Tổng thống không có giá trị nhiều hơn so với mệnh giá của chúng, tuy các đồng xu này không lưu thông rộng rãi. Tuy vậy, các biến thể sau ở một số các đồng đô la Tổng thống nhất định khiến cho chúng có giá trị cao hơn mệnh giá:
- Lỗi mất chữ khắc cạnh: Các đồng xu chân dung Tổng thống Washington (2007) và Tổng thống John Adams (2007)
- Lỗi khắc kép chữ trên cạnh (Double edge lettering): Đồng xu 2007-P khắc chân dung Tổng thống John Adams.

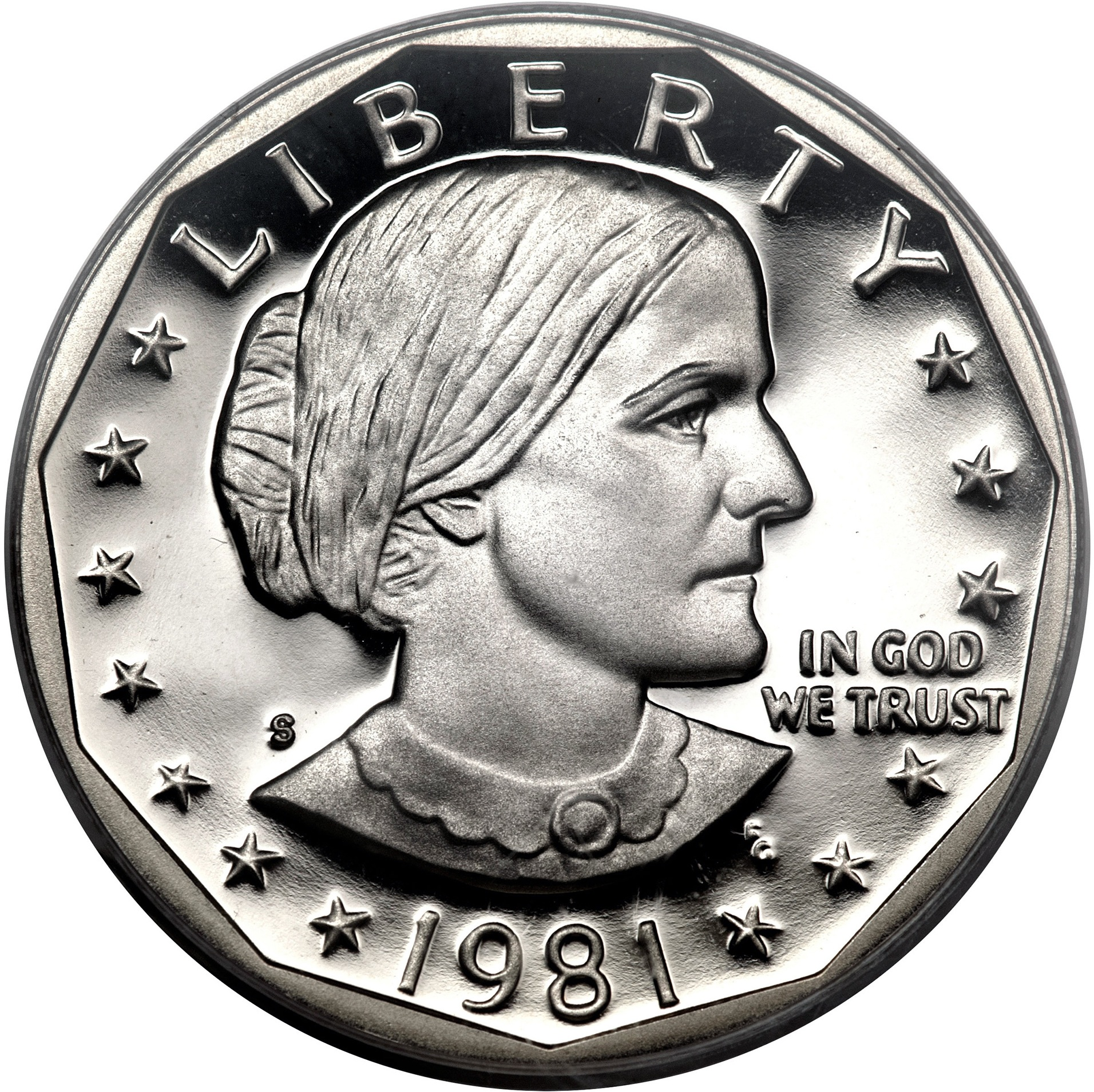
Đô la Susan B. Anthony
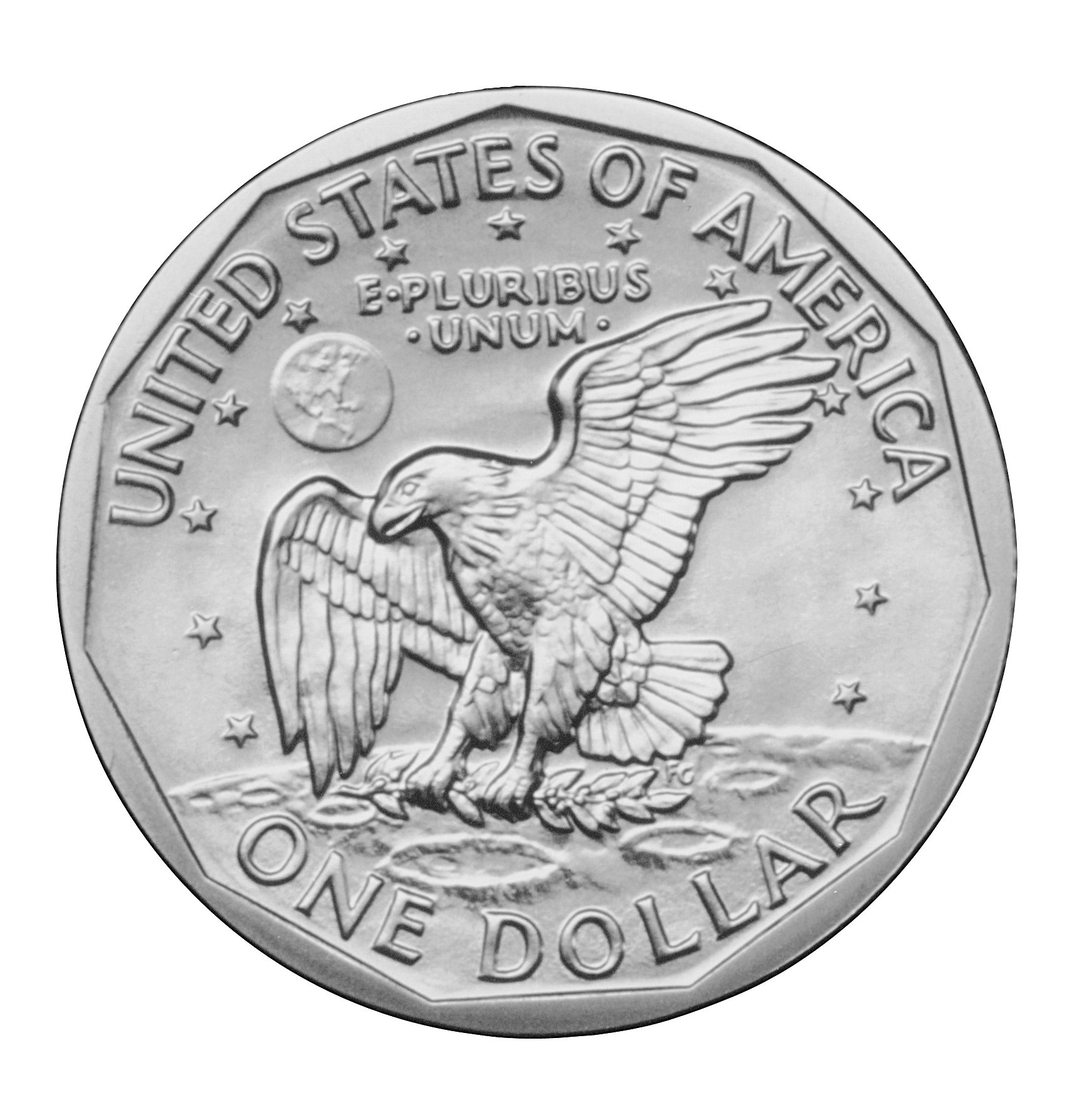
Đô la Susan B. Anthony, mặt sau
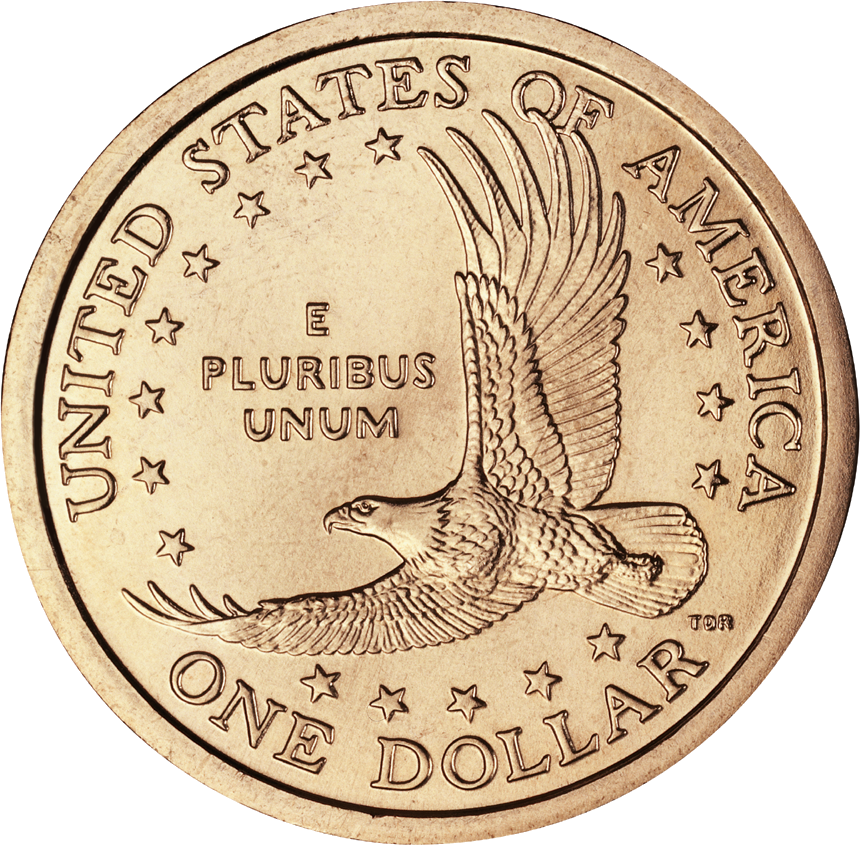
Mặt sau đồng Đô la Sacagawea (2000-2008)
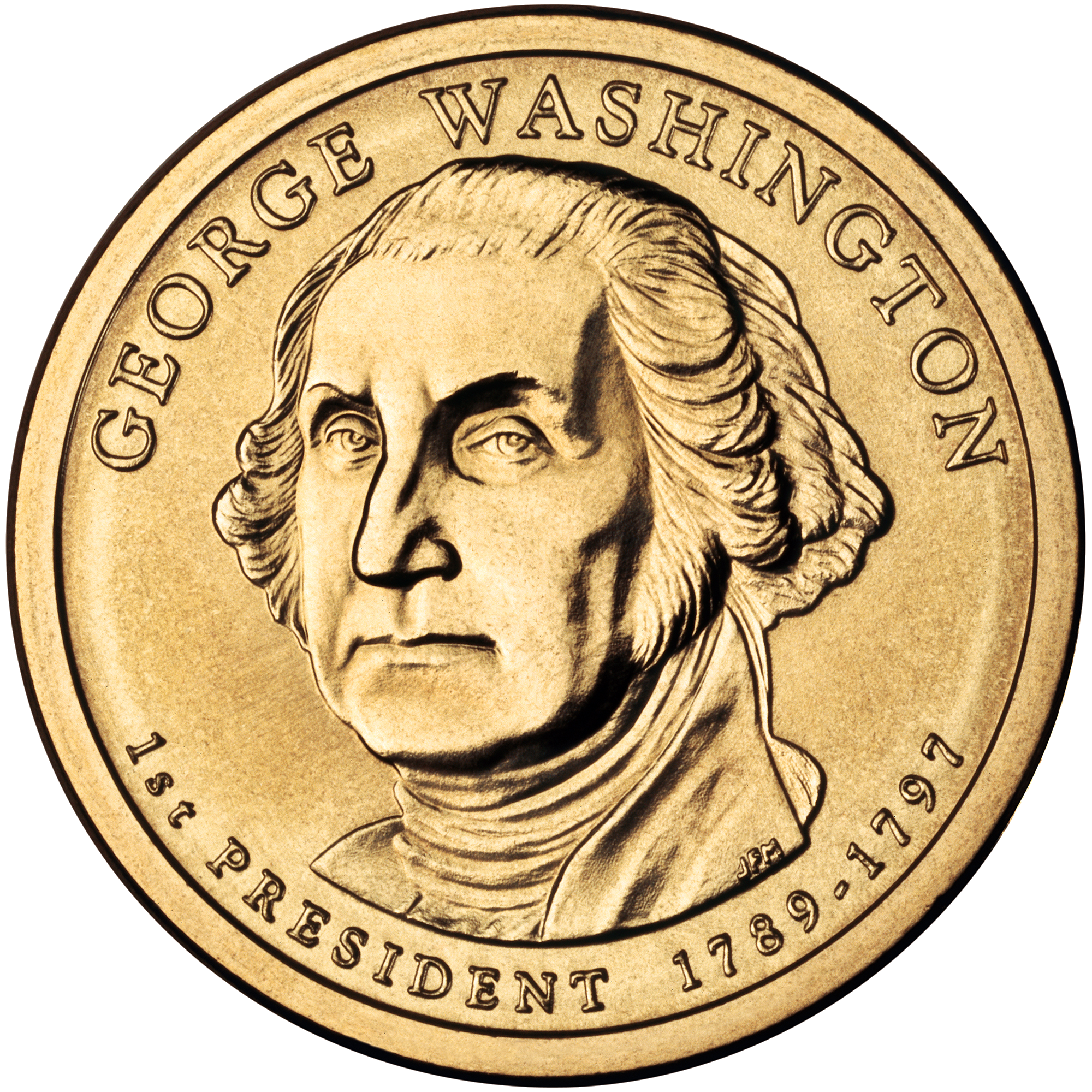
Mặt trước, đồng xu này khắc hình Tổng thống George Washington, phát hành năm 2007.
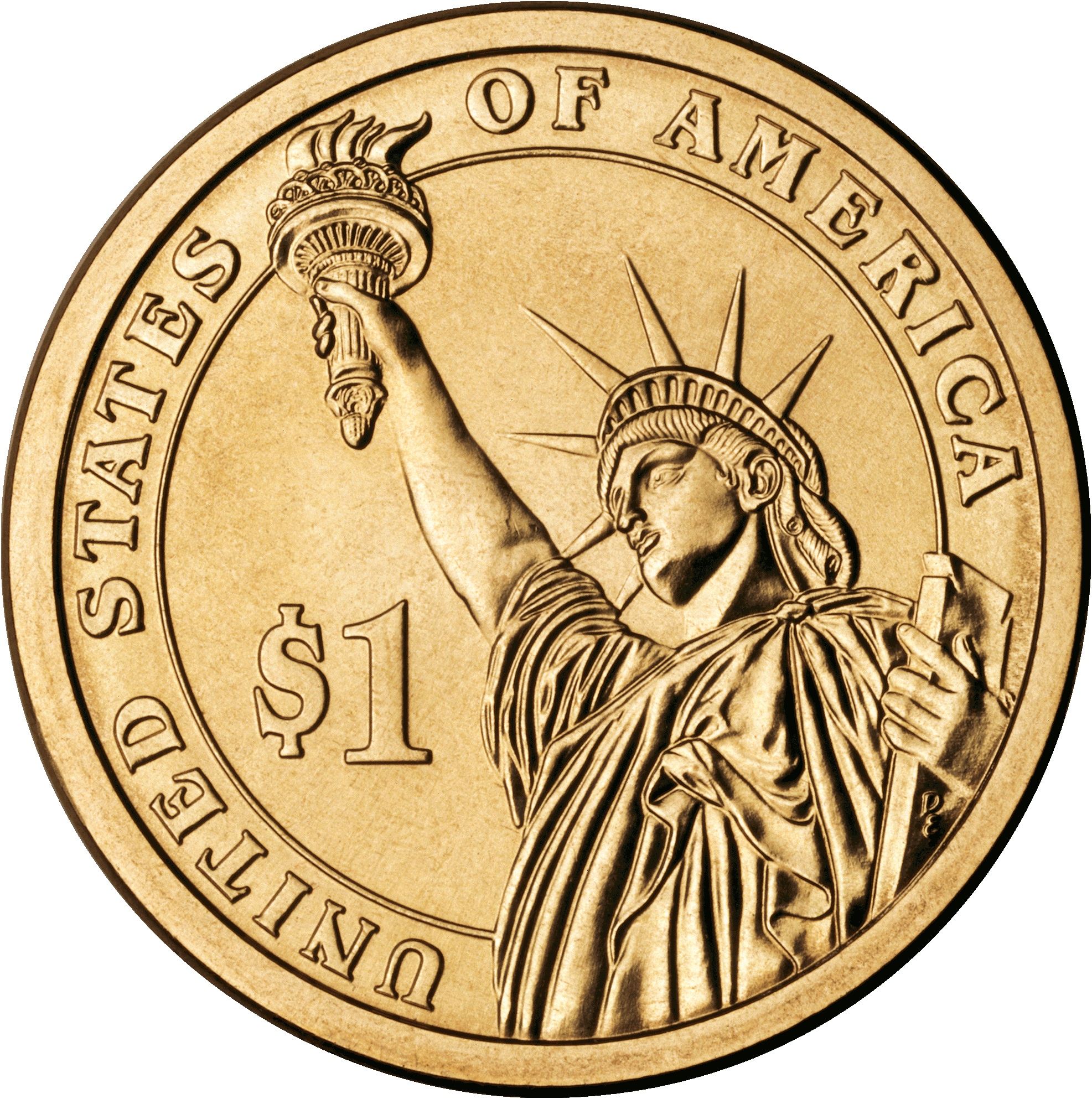
Mặt sau của seri tiền xu Tổng thống